# Lucca
Lucca () è un comune italiano di 88 414 abitanti nella Toscana settentrionale, capoluogo dell'omonima provincia, dai cui prende nome l'omonima piana.
Famosa per i suoi monumenti storici, è uno dei pochi capoluoghi a conservare il centro storico, ricco di antiche strutture di varie epoche, completamente circondato da una cinta muraria cinquecentesca nell'insieme integra e quasi pressoché immutata nel corso dei secoli. È una notevole città d'arte d'Italia. Ufficialmente di origini romane, ma su probabili insediamenti anteriori, Lucca, città di mercanti e tessitori, mantenne la sua autonomia come Stato indipendente per parecchi secoli fino al 1799 quando venne soppiantata l'antica Repubblica, a seguito della conquista francese da parte delle truppe napoleoniche, dando vita al Principato di Lucca e successivamente al ducato borbonico di Lucca. Fece parte, infine, del granducato di Toscana.

## Geografia fisica

### Territorio
La città di Lucca è situata nell'omonima piana, delimitata dall'altopiano delle Pizzorne (a nord) e i Monti Pisani (a sud), presso la sponda sinistra del fiume Serchio, a 19 m s.l.m.
Il territorio comunale raggiunge una quota minima di 1 metro s.l.m. e una massima di 950 metri s.l.m. sul gruppo montuoso dell'Appennino Tosco-Emiliano denominato Altopiano delle Pizzorne (altitudine massima di 1081 metri s.l.m.), con un'escursione altimetrica di 949 metri s.l.m.
- Classificazione sismica: zona 3 (sismicità bassa), Ordinanza PCM 3274 del 20/03/2003.

### Clima
Pur rientrando tra i climi mediterranei per vari tipi di classificazioni climatiche in uso, quello della Città di Lucca è caratterizzato da minimi invernali frequentemente sotto lo zero e da un mese con siccità estiva, in media poco prolungata. Si caratterizza comunque per determinati elementi di continentalità a causa delle elevate escursioni termiche sia giornaliere sia annue. Secondo la classificazione dei climi di Koppen appartiene al gruppo "Csa", tendente al "Cfsa" in alcune zone più interne a ridosso dei monti e in bassa collina: è caldo e afoso d'estate con giorni di calura (nel 2021 è stata registrata la temperatura record di +39 °C e +41,5 °C nell'agosto 2017), mentre è freddo e rigido durante l'inverno con giorni di gelo; sono invece rarissimi i giorni di ghiaccio.
Nelle campagne circostanti alla città durante l'anno in caso di buon tempo si registrano temperature minime inferiori di qualche grado, spesso a causa della forte inversione termica nelle ore notturne, e qui la sensazione di freddo è maggiore anche per l'elevato tasso di umidità. In inverno raramente (ma non da escludere) si hanno precipitazioni nevose (anche se spesso con accumuli scarsi o addirittura nulli), mentre in piena estate le scarse precipitazioni, determinate soprattutto dall'attività termoconnettiva che interessa principalmente le aree appenniniche ma anche i rilievi delle Alpi Apuane e la catena dei Monti Pisani, si hanno generalmente sotto forma di improvvisi e forti temporali, di breve durata ma spesso associati a grandine e a raffiche di vento.
Nelle aree alto collinari lucchesi il clima è invece sub-mediterraneo temperato "Cfsb", caratterizzato da estate tiepida e un breve periodo di moderata siccità estiva, mentre nella piccola porzione montana è da definirsi oceanico "Cfb", caratterizzato da estate tiepida e stagioni sempre umide (con minimo relativo in estate). Nel periodo invernale, oltre i 400 metri s.l.m., la neve non è rara anche se non ha molta permanenza al suolo, dato che i monti del territorio comunale sono tutti inferiori a mille metri di altezza. La media nivometrica varia tra i 5 cm e i 60 cm circa in base all'esposizione e all'altitudine: in città l'accumulo medio è compreso tra i 5–10 cm, con una frequenza di 1 giorno annuo e con una durata del manto nevoso di circa 2 giorni. Le direzioni prevalenti dei venti sono di levante tra settembre e aprile e ponente tra maggio e agosto.
- Classificazione climatica: zona D, 1715 GR/G
- Diffusività atmosferica: bassa, Ibimet CNR 2002

### Ambiente
Nel territorio comunale si coltivano cereali e pioppi in pianura, mentre viti e ulivi in collina. I boschi, sia in base all'altitudine sia all'esposizione, sono occupati da varietà di piante, tipiche tra la sottozona fredda del lauretum di 2º tipo alla sottozona calda del Fagetum in corrispondenza dei principali rilievi. Negli ultimi anni il clima permette all'ulivo la sua sopravvivenza e il ciclo di fruttificazione dal piano basale fino a una quota media massima di circa 800 metri s.l.m.

## Origini del nome

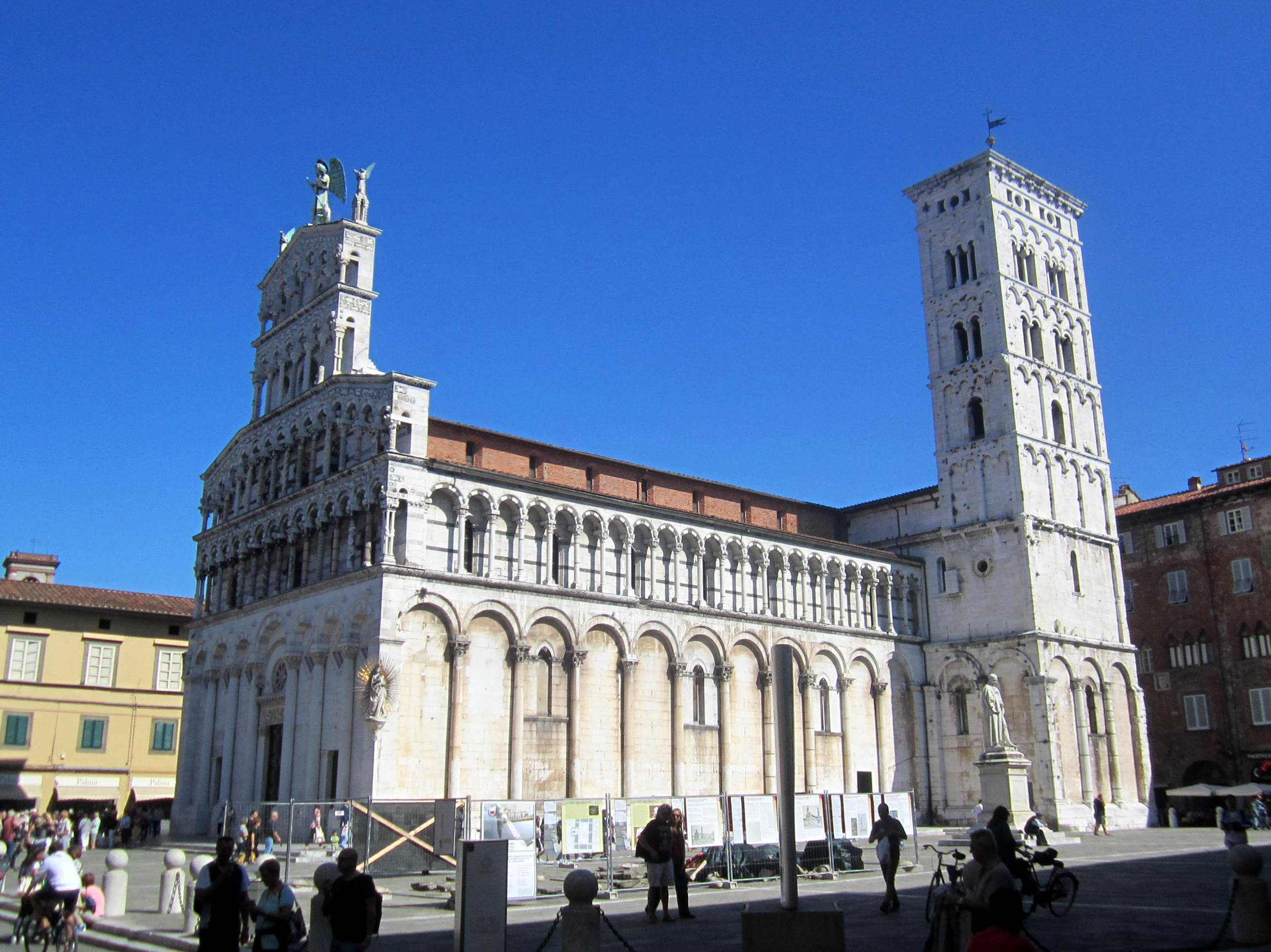
Lucca - San Michele in Foro

Dai romani Lucca era conosciuta come Luca. L'origine del nome secondo Silvio Pieri è incerta. Da studi toponomastici comunque più recenti e concreti, come spiega Riccardo Ambrosini, il nome Lucca ha riferimenti che portano a "bosco sacro" (latino lucus), "tagliare" (latino lucare) e "spazio luminoso" (leuk, termine in uso nelle prime popolazioni europee e da cui derivano altri nomi di città, come Vienna), L'ipotesi iniziale, oggi sempre meno considerata veritiera, era quella di una radice celto-ligure luk, "luogo paludoso". Invece l'origine a quanto pare riporta ad una area boschiva deforestata per fare spazio alla luce o ad una radura posta su un'isola fluviale di detriti del Serchio, in mezzo ad aree boschive.
Il nome della città di Lucca lo troviamo citato per la prima volta in una lettera che Cicerone scrive nel 46 a.C. a Bruto, all'epoca governatore della Gallia: Lucius Castronius Paetus longe princeps municipii Lucensis (Cicerone, Epistulae Ad Familiares, 13-13). Il testo di Cicerone, indicante probabilmente uno dei primi cittadini lucchesi nella storia, riporta l'etnico Lucensis ("lucchese"). Il nome di Lucca si trova attestato anche in Tito Livio e, per quanto riguarda le fonti greche, in Strabone (Λοῦκα, Lôuka).

## Storia

Il gonfalone comunale

Nata come insediamento ligure secondo alcuni storici, mentre altri ritengono che sia di origine etrusca con datazione attorno al 220 a.c., e sviluppatasi come colonia romana di diritto latino a partire dal 180 a.C., nel VI secolo Lucca diviene la capitale del ducato longobardo della Tuscia per poi svilupparsi nel XII secolo come Comune e poi Repubblica
Sono ancora visibili vestigia della collocazione dei monumenti nella Lucca romana: l'anfiteatro, che conserva ancora la sua caratteristica forma di piazza ellittica chiusa, e il foro, situato nell'attuale piazza San Michele dominato dall'omonima chiesa romanica che evoca forti richiami al mondo classico in molti componenti architettonici.
Ma la traccia romana più evidente è nelle vie del centro storico, che riflettono l'ortogonalità dell'insediamento romano impostato dal cardo e dal decumano, corrispondenti alle attuali via Fillungo-Cenami e via S. Paolino-Roma-Santa Croce. All'epoca romana risale anche la prima cinta muraria, che delimitava un'area quadrata nella quale, durante il corso dei secoli, si sono costituiti il centro del potere politico (attuale Palazzo Ducale) e di quello religioso. Nel 55 a.C. Lucca fu teatro di un incontro del primo triumvirato tra Gaio Giulio Cesare, Gneo Pompeo Magno e Marco Licinio Crasso, dove Cesare si vide prorogare per un ulteriore quinquennio il proconsolato nelle Gallie.
Lucca in epoca romana era di grande importanza strategica, in qualità di città-fortezza sia nel primo confine della Repubblica romana che durante l'Impero, in caso di attacchi "barbarici" da Nord. Da notare che Lucca si trova proprio sul "confine dell'olivo" della penisola italiana, cioè da dove in un certo senso cominciava l'Italia repubblicana.
L'importanza strategica di Lucca è stata provata anche dal ritrovamento di blocchi di pietra di enormi dimensioni, frammenti quindi di mura difensive di dimensioni senza eguali (rispetto ad altre città, nella tavola peutingeriana, Lucca è infatti indicata in modo stilizzato da una fortificazione).

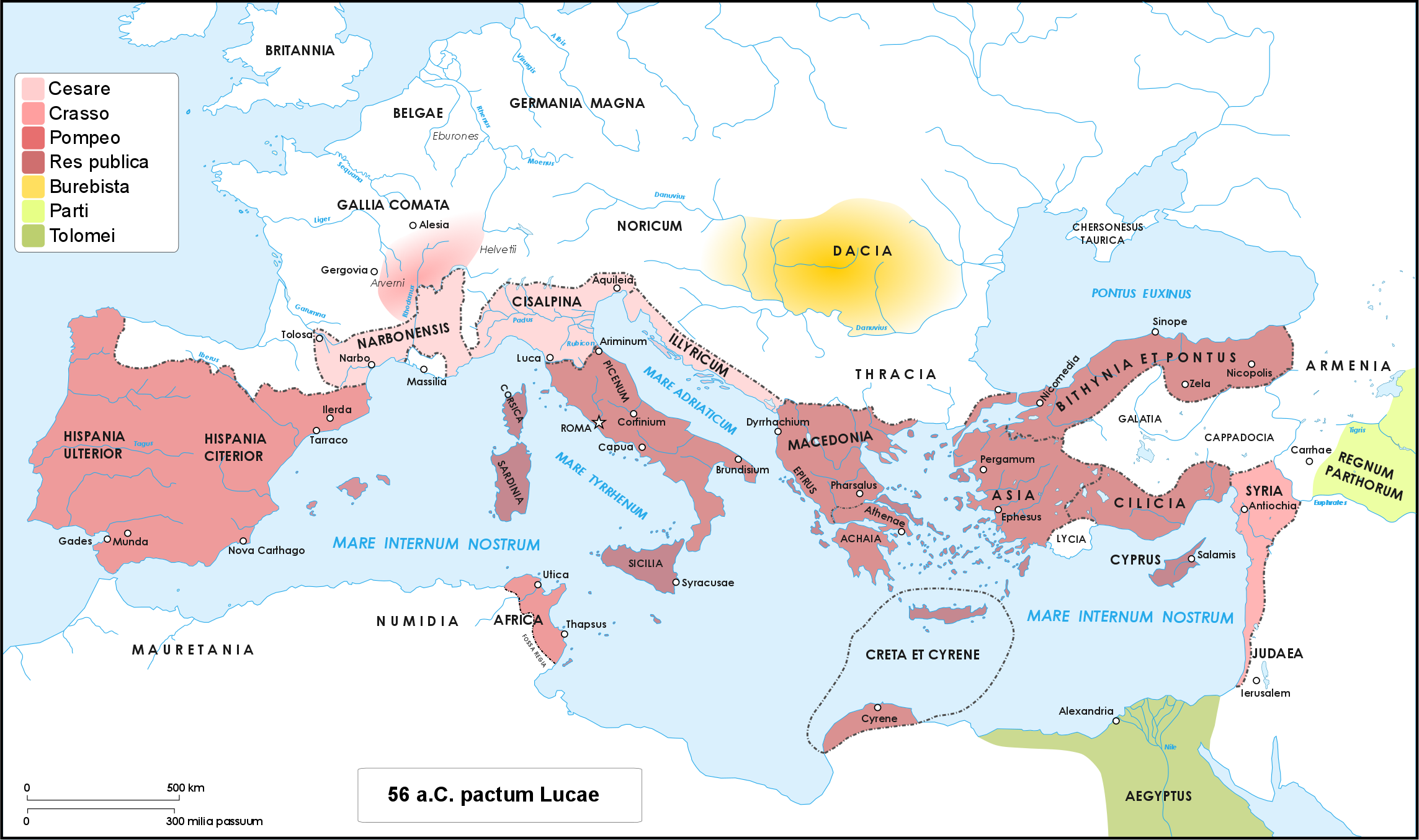
Il mondo mediterraneo nel periodo del primo triumvirato. La "città-fortezza" di Lucca si collocava in una posizione strategica nell'ambito della Repubblica, sia come snodo commerciale sia come parte del sistema difensivo concepito per proteggere la penisola dalle incursioni galliche e germaniche.

Questa importanza strategica e militare di Lucca ha dato modo alla città di mantenere un alto grado di importanza nei successivi sviluppi storici medievali.
Occupata dai Goti nel 400 e dai Bizantini il secolo successivo, la storia di Lucca fu caratterizzata dal fatto di essere tra le più importanti capitali del regno longobardo. Si ricordano infatti Desiderio terzo conte di Lucca ed eletto "Rex Langobardorum" nel 756 e i successori Allone, quarto conte e duca di Pisa e Wicheramo, quinto conte, divenuto vassallo di Carlomagno. Grazie alla presenza del Volto Santo nella chiesa di S. Martino, divenne una tappa principale nel pellegrinaggio da Roma a Canterbury sulla Via Francigena, una delle vie di comunicazione più importanti del Medioevo. Nonostante ciò, sono rimaste ben poche tracce di questo periodo storico.
Nel 773 cadde il dominio longobardo su Lucca, ed ebbe inizio il dominio carolingio, grazie alla sconfitta dei duchi di Lucca per mano di Carlo Magno. Durante questo periodo la città consolidò la posizione di rilievo conquistata nell'epoca longobarda sviluppandosi grazie alle attività commerciali e alla produzione tessile, per la quale diventò una città celebre in tutta Europa. La produzione tessile fu l'inizio della crescita economica lucchese e, grazie all'avvio della manifattura della seta, Lucca si impose ancora di più sui mercati europei. L'altissima qualità del prodotto era dovuta alla finezza del materiale e alla bellezza dei decori.
Nel Medioevo in particolare la città crebbe notevolmente in relazione anche all'antica Via Francigena di cui Lucca costituiva una tappa importante per i pellegrini anche per la presenza del Volto Santo, veneratissima reliquia che rappresenta il Cristo crocifisso e che tuttora si trova nel Duomo di Lucca, e per le reliquie di importanti santi, quali San Frediano, San Regolo e san Cesario di Terracina, il santo tutelare degli imperatori romani (traslate da Roma, precisamente dalla Domus Augustana sul Palatino, durante il pontificato di papa Alessandro II, vescovo di Lucca, e deposte nell'antico monastero di S. Ponziano; attualmente sono conservate nella Basilica di San Frediano).

Nell'itinerario di Sigerico, Arcivescovo di Canterbury, la città, citata come Luca, costituisce la XXVI tappa (Mansio) del suo viaggio di ritorno da Roma (fine del X secolo).
Nonostante le continue vicissitudini legate alle lotte tra Guelfi e Ghibellini Lucca nel XIV secolo diviene una delle città più importanti del Medioevo italiano. Tante furono le famiglie nobili al potere, come i Nuccorini che dal 1371 vediamo iscritti al Supremo Magistrato dell'Anzianato. Lucca divenne molto famosa per la seta. Infatti la seta di Lucca era una delle più pregiate e ricercate d'Europa

Dante Alighieri incluse molti riferimenti alle grandi famiglie feudali che vi ebbero giurisdizione, con poteri amministrativi e giudiziari; Dante stesso spese molti dei suoi anni in esilio a Lucca.

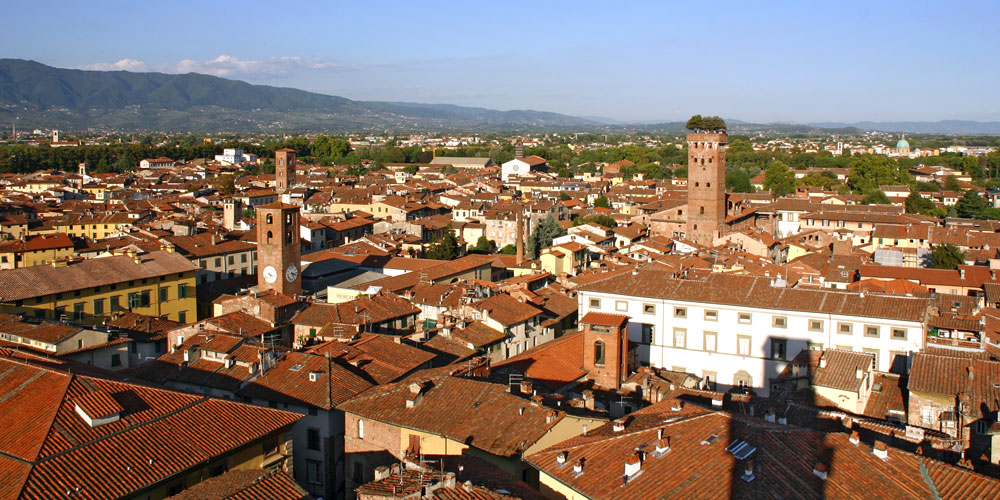
Panorama di Lucca dalla Torre dell'Orologio

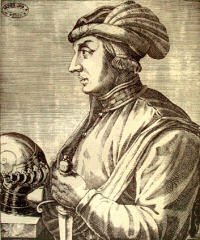
Castruccio Castracani

Il suo signore Castruccio Castracani degli Antelminelli, condottiero ghibellino di grande capacità politica e militare, riesce a farla diventare antagonista unica all'espansione di Firenze portandola alla vittoria (1325) nella battaglia di Altopascio dove sconfigge il più forte esercito fiorentino inseguendolo sino sotto le mura di Firenze.
Alla morte di Castruccio la città cade in un periodo di anarchia che la vede soggiacere al dominio dei Visconti e successivamente al governo di Giovanni dell'Agnello, doge della Repubblica di Pisa. Riottenuta la libertà nel 1370 per intervento dell'imperatore Carlo IV, Lucca si dette un governo repubblicano e con un'accorta politica estera tornò a conoscere una notevole fama in Europa grazie ai suoi banchieri e al commercio della seta. L'imperatore Carlo IV concesse alla città anche la possibilità di dotarsi di uno studium generale, ma una vera e propria università lucchese non entrerà in funzione prima del 1787.
Nel 1429 Firenze assediò Lucca per vendicarsi del Guinigi che si era schierato dalla parte di Milano durante la precedente guerra; dopo diversi giorni di assedio Lucca chiese aiuto a Milano e, per soccorrere Lucca, venne inviato Francesco Sforza che con il suo esercito travolse i Fiorentini e li costrinse alla ritirata.
Pochi giorni dopo la ritirata dei Fiorentini gli abitanti di Lucca fecero arrestare il Guinigi perché si diceva che avesse trattato con i fiorentini, in seguito Firenze pagò lo Sforza per abbandonare Lucca e, nel 1430, Lucca fu assediata ancora una volta.
Durante l'assedio i Fiorentini tentarono di arginare il Serchio per allagare Lucca ma per via di alcuni errori si allagò l'accampamento fiorentino.
Intanto i Lucchesi chiesero di nuovo aiuto a Filippo Maria Visconti che, ancora una volta, agì indirettamente (secondo un precedente trattato Milano non poteva intromettersi negli affari di Firenze) chiedendo ai Genovesi di aiutare Lucca.
Genova, facendo valere un'antica alleanza con Lucca, chiese a Firenze di non disturbare Lucca. Al rifiuto di Firenze Genova inviò un esercito di 6.000 uomini guidati da Niccolò Piccinino che attaccò i Fiorentini sul Serchio; dopo una sanguinosa battaglia, i Fiorentini vennero costretti a ritirarsi perché i Lucchesi li avevano presi alle spalle uscendo dalla città.

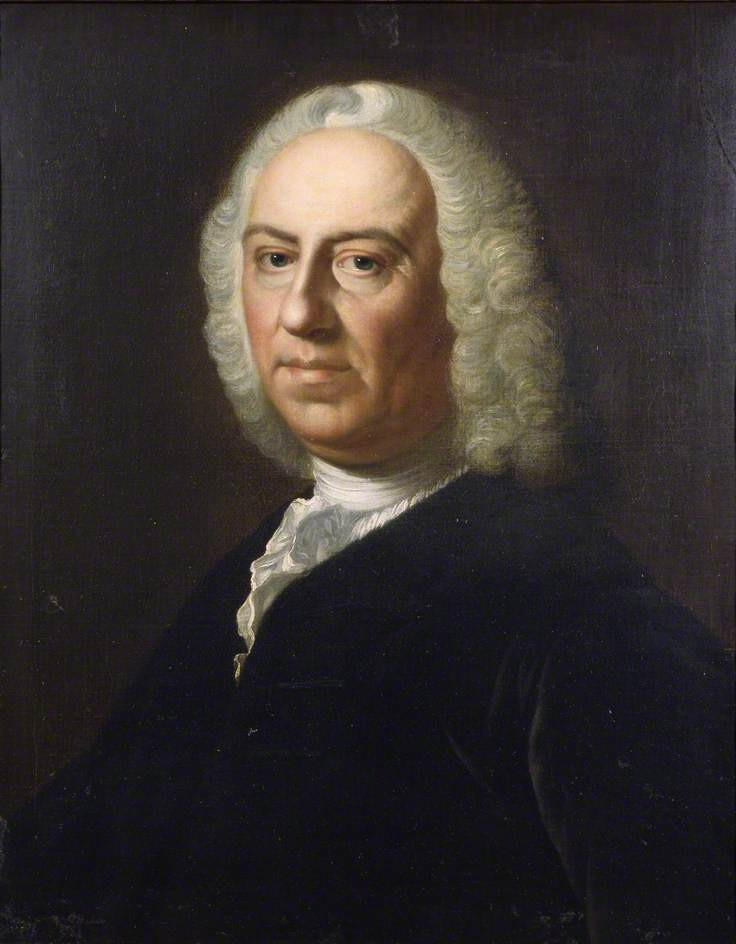
Francesco Geminiani

A parte un breve periodo di signoria come quella di Paolo Guinigi, Lucca rimase una repubblica indipendente fino al 1799, anno della sua definitiva caduta a opera dei francesi. Il 23 giugno 1805 su richiesta del senato di Lucca, viene costituito il Principato di Lucca e Piombino, assegnato alla sorella di Napoleone Bonaparte, Elisa Bonaparte Baciocchi, e al marito Felice Baciocchi.
Nel Congresso di Vienna venne deciso di creare il ducato di Lucca. Il 10 maggio 1815 subentra, come reggente, Maria Luisa di Borbone-Spagna, alla quale succedette Carlo Ludovico di Borbone-Parma (1824-1847). Nel 1847 venne ceduta al Granducato di Toscana. Nel 1860 fu infine annessa al regno di Sardegna.
Il 5 settembre del 1944 la città è liberata dalle truppe alleate in lenta avanzata verso la linea gotica.
Nel 1989 Lucca vince il Premio d'Europa, un riconoscimento attribuito alle città che si impegnano a promuovere la coesione tra le nazioni europee. Il 24 novembre 2006 ha ospitato il vertice bilaterale Italia-Francia alla presenza del Presidente del Consiglio Prodi e del Presidente della Repubblica Francese Chirac. Nell'aprile del 2017 è stata città ospitante del G7 degli esteri, al quale presero parte i relativi ministri di Italia, Canada, Francia, Germania, Giappone,
Regno Unito e Stati Uniti.
Celebre compositore e violinista della Signoria dal 1710 al 1714 è stato il lucchese Francesco Geminiani. Lucca è la meta della Via del Volto Santo.

## Monumenti e luoghi d'interesse

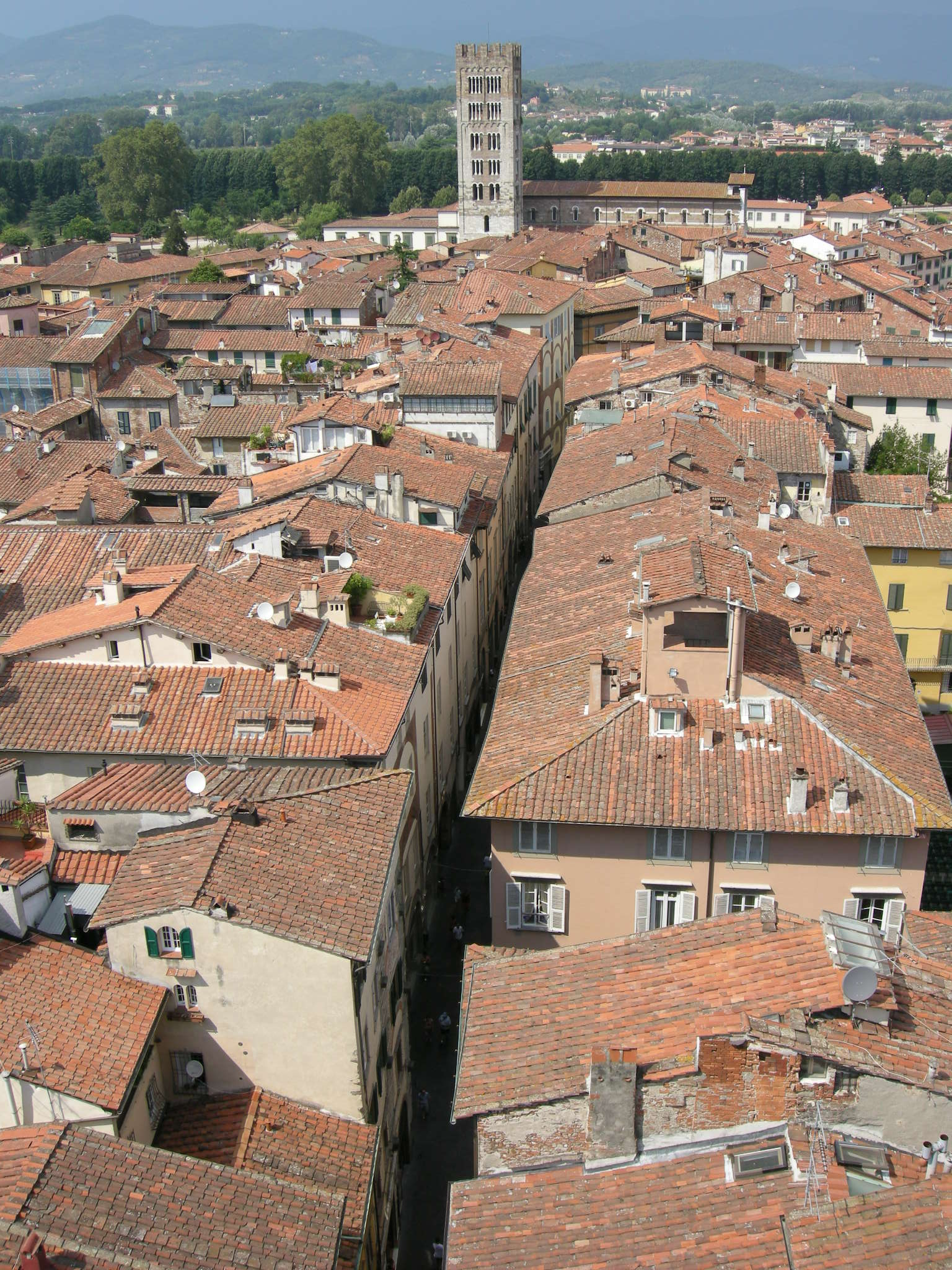
Via Fillungo vista dalla torre dell'Orologio

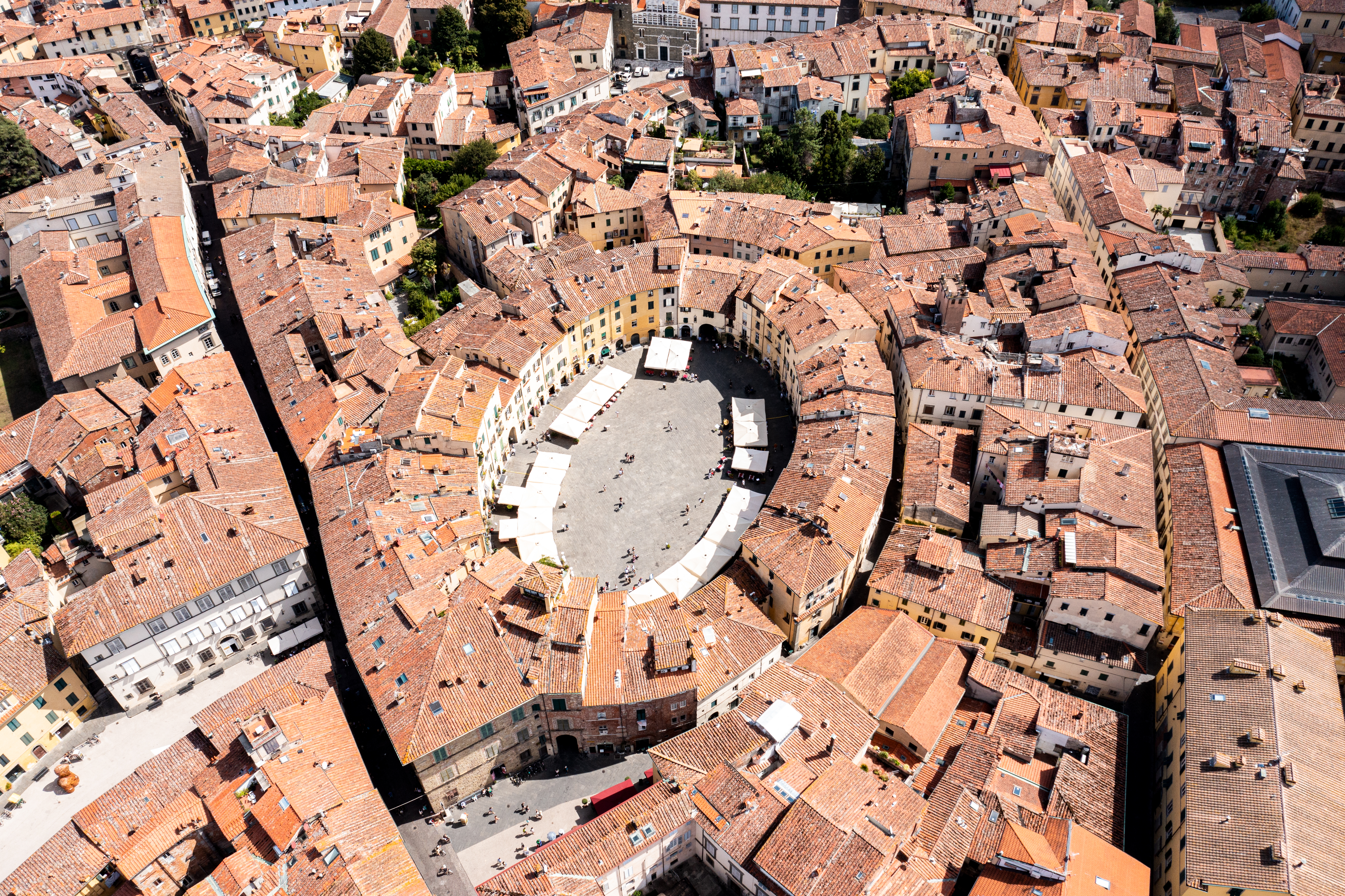
Piazza dell’Anfiteatro

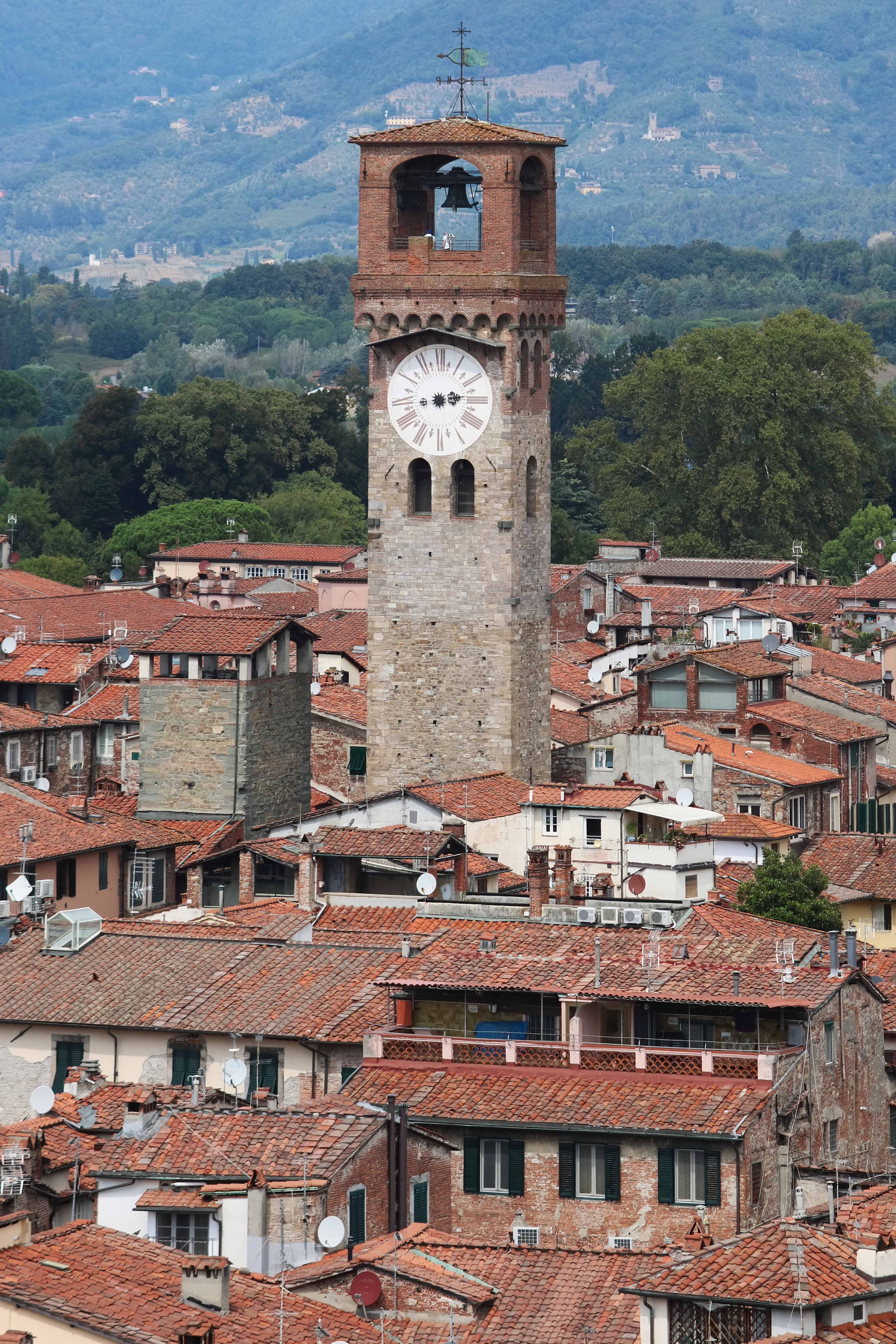
Torre delle Ore

Lucca è una delle principali città d'arte d'Italia, celebre anche al di fuori dei confini nazionali soprattutto per la sua intatta cinta muraria del XV-XVII secolo, che descrive un perimetro di 4.223 m circa intorno al nucleo storico della città e ne fa uno dei 4 capoluoghi di provincia italiani ad avere una cerchia muraria rinascimentale intatta, assieme a Ferrara, Grosseto e Bergamo; la stessa cerchia, trasformata già a partire dalla seconda metà dell'Ottocento in piacevole passeggiata pedonale, risulta a tutt'oggi come una delle meglio conservate in Europa, in quanto mai utilizzata nei secoli passati a scopo difensivo (da notare il fatto che, fino ai primi anni novanta del 900, le mura erano utilizzate - grazie alle dimensioni notevoli della carreggiata - come un vero e proprio viale di circonvallazione per il traffico, anche pesante, intorno alla città. Ciò terminò, o almeno in parte, quando fu costruita una strada a veloce scorrimento fuori dalle mura. L'ultimo tratto dedicato al traffico chiuse negli anni 80. unico esempio al mondo di cinta muraria di queste dimensioni e con questa utilizzazione).
Di conseguenza anche il centro storico monumentale della città è rimasto pressoché intatto nel suo aspetto originario, potendo dunque annoverare svariate architetture di pregio, come le numerosissime chiese medievali di notevole ricchezza architettonica (Lucca è stata addirittura soprannominata la "città dalle 100 chiese", proprio per la presenza di numerose chiese nel suo nucleo storico, consacrate e non, presenti in passato ed ora in città), torri e campanili, e monumentali palazzi rinascimentali di pregevole linearità stilistica. La torre più caratteristica che la contraddistingue come città è Torre Guinigi, appartenuta all'omonima famiglia, con il suo bosco pensile posto sulla sua sommità. Torre Guinigi è solo una delle numerosissime torri issate dalle tante ricche famiglie cittadine, non per altro Lucca era storicamente chiamata anche "Città dalle Cento Torri", come altre città italiane caratterizzate dalla tendenza delle famiglie più potenti di costruire la propria torre più alta delle contendenti.
La città vanta anche suggestivi spazi urbani: il più celebre è sicuramente quello di piazza dell'Anfiteatro, nato sulle rovine dell'antico anfiteatro romano ad opera dell'architetto Lorenzo Nottolini ed unico nel suo genere architettonico.
Arteria principale della città storica è la stretta e medievale via Fillungo, che riunisce i maggiori esercizi commerciali della città.
Altre piazze suggestive sono poi piazza San Michele, fulcro storico della città e piazza San Martino, fulcro religioso, dove sorge il celebre duomo di San Martino.
Piazza Napoleone (chiamata dai Lucchesi anche Piazza Grande), fu voluta da Elisa Baciocchi durante il suo principato, demolendo antichi edifici medioevali tra cui una chiesa. Adiacente è collocata piazza del Giglio, dove affaccia l'omonimo teatro, che è da annoverarsi come teatro di tradizione.
Proprio per questa sua immensa ricchezza storico-monumentale è stata avanzata di recente la proposta di includere le mura di Lucca nella lista del patrimonio dell'umanità dell'UNESCO.

### Architetture religiose

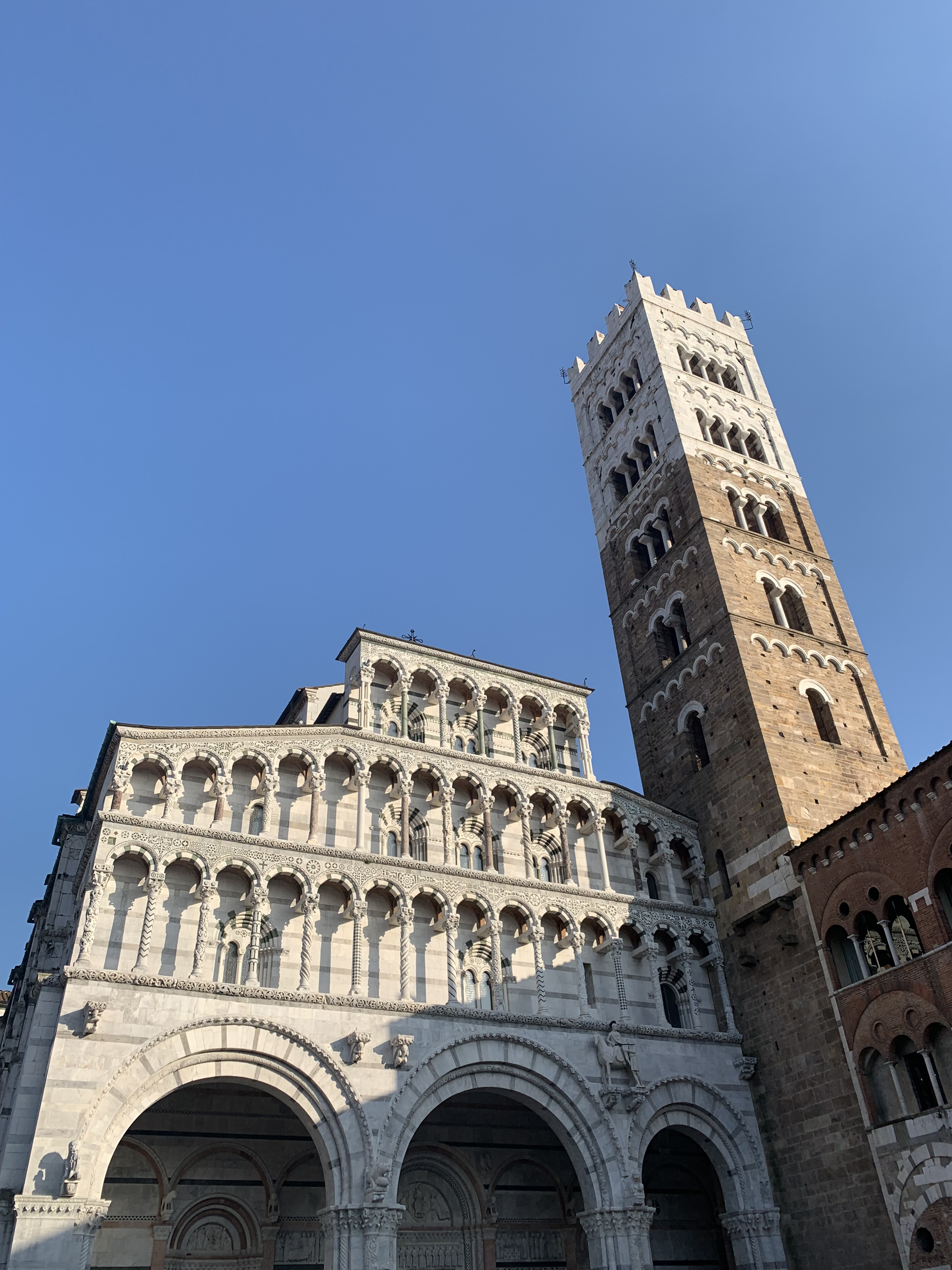
Facciata e campanile del Duomo

- Basilica dei Santi Paolino e Donato
- Basilica di San Frediano
- Cattedrale di San Martino
- Chiesa dei Santi Giovanni e Reparata
- Chiesa del Crocifisso dei Bianchi
- Chiesa di San Cristoforo
- Chiesa di San Francesco
- Chiesa di San Giusto
- Chiesa di San Micheletto
- Chiesa di San Michele in Foro
- Chiesa di San Pietro Somaldi
- Chiesa di San Ponziano
- Chiesa di San Romano
- Chiesa di San Salvatore
- Chiesa di Sant'Agostino
- Chiesa di Sant'Alessandro Maggiore
- Chiesa di Santa Caterina
- Chiesa di Santa Maria Corteorlandini
- Chiesa di Santa Maria della Rosa
- Chiesa di Santa Maria Forisportam
- Chiesa di San Matteo (Lucca)
- Madonna dello Stellario
- Monastero-santuario di Santa Gemma Galgani
- Monastero dei Santi Benedetto e Scolastica[18][19]
- Cimitero di Sant'Anna

### Piazze
- Piazza Antelminelli
- Piazza Bernardini
- Piazza Cittadella
- Piazza del Giglio

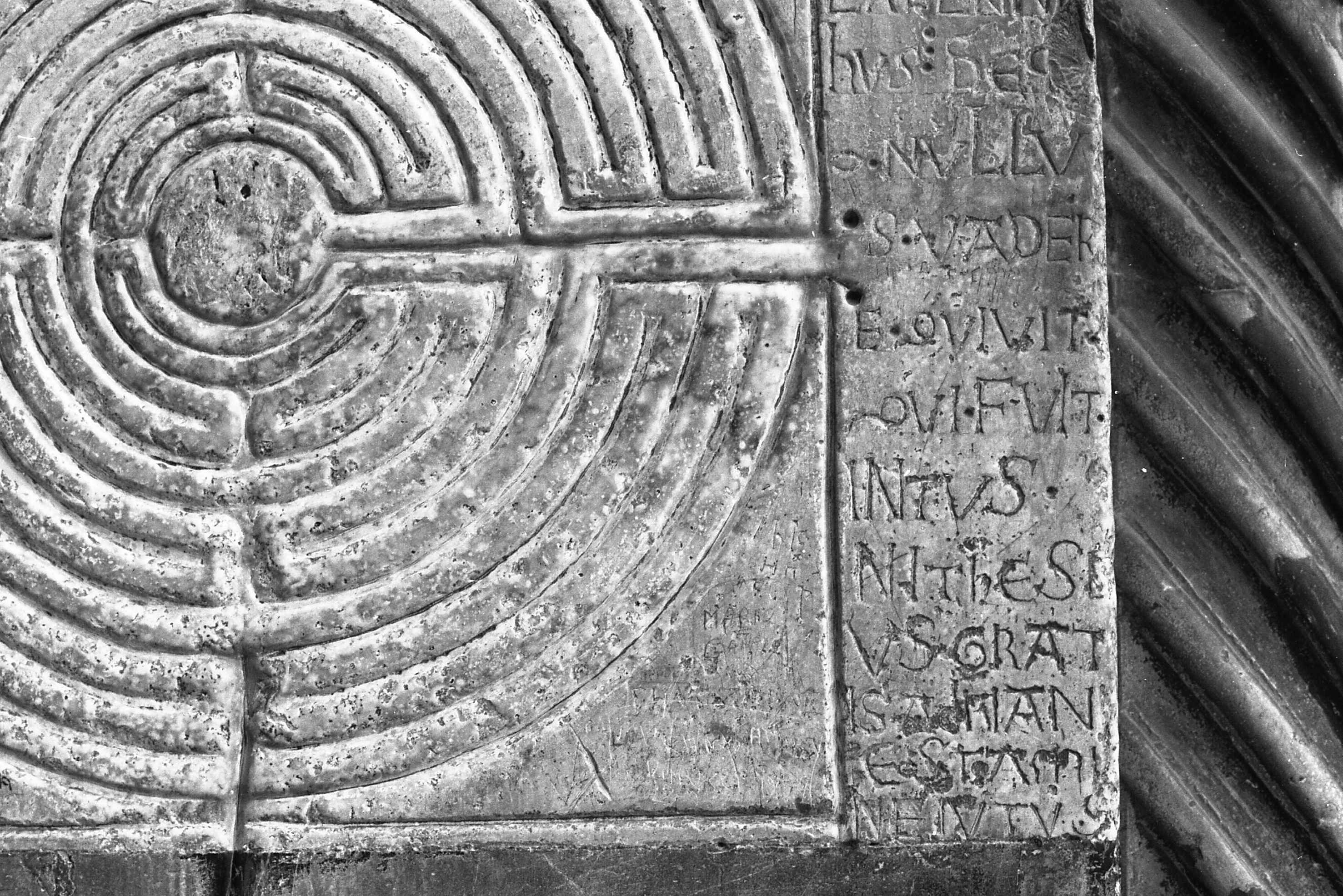
Labirinto del Duomo di Lucca. Fotografia di Paolo Monti. Archivio Paolo Monti, BEIC

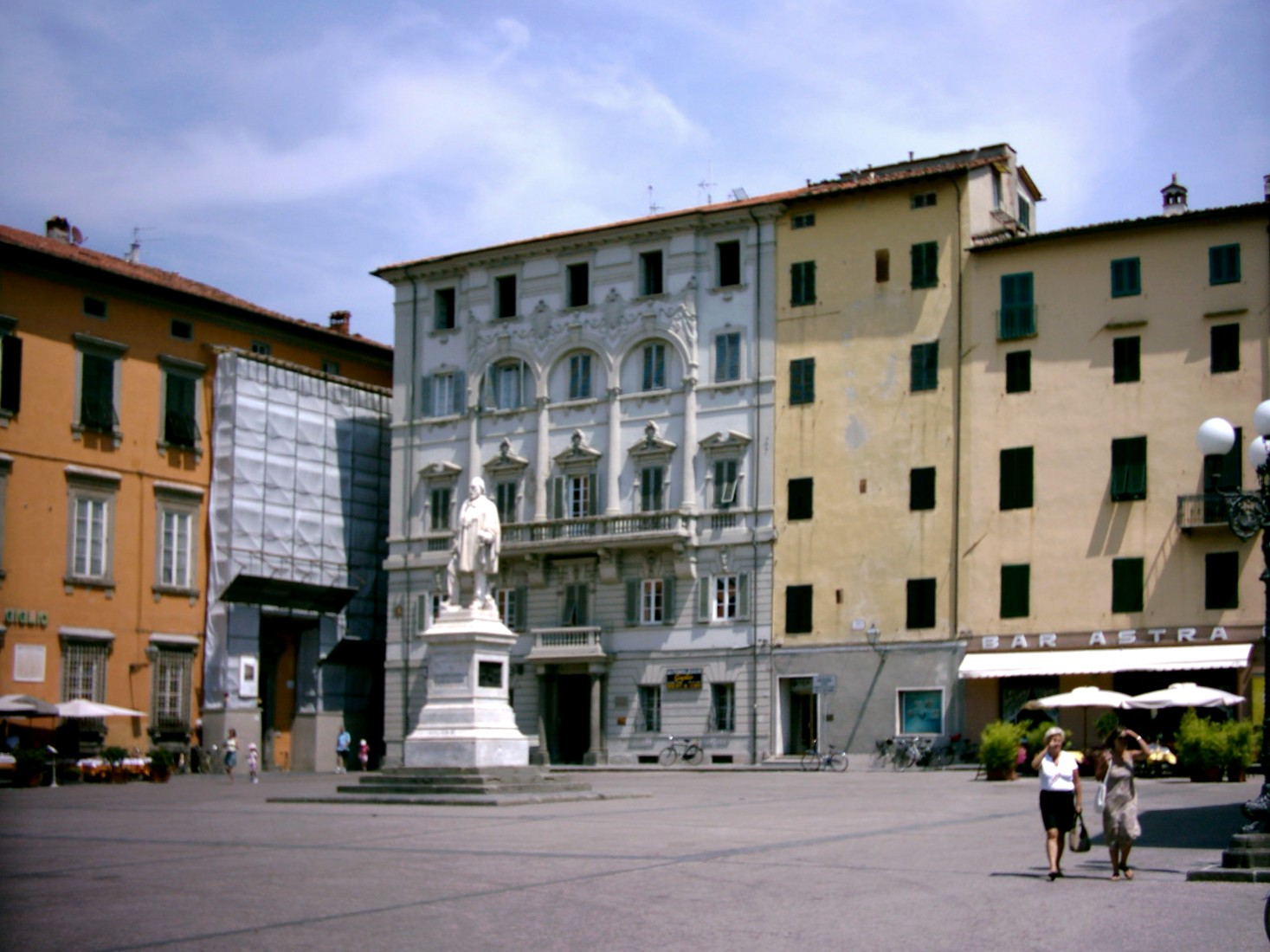
Monumento a Garibaldi in piazza del Giglio

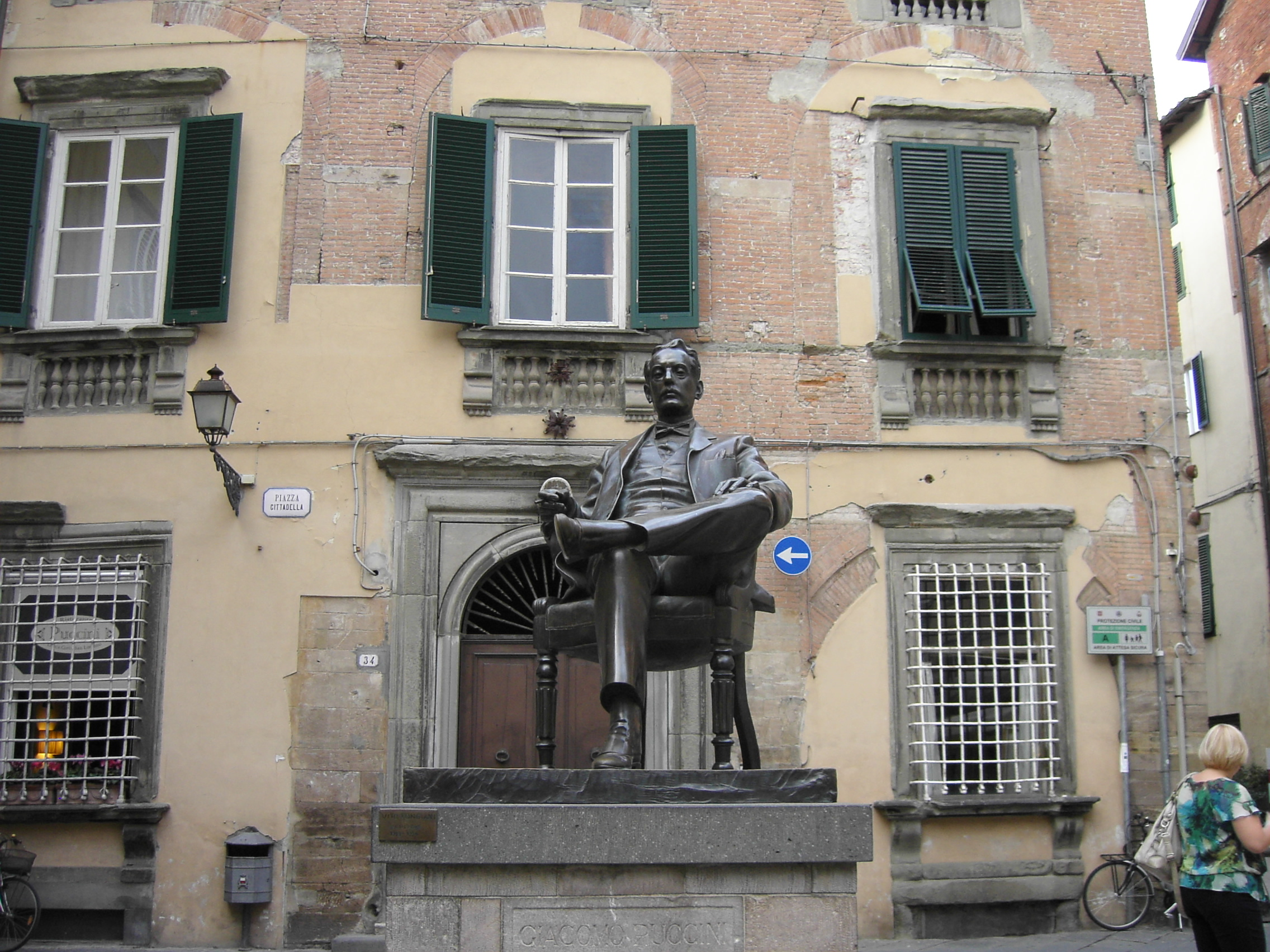
La statua di Puccini sulla piazza Cittadella, opera di Vito Tongiani

- Piazza dell'Anfiteatro (ex-anfiteatro romano)
- Piazza dell'Arancio
- Piazza Guidiccioni
- Piazza Napoleone o "Piazza Grande"
- Piazza San Frediano
- Piazza San Martino
- Piazza San Michele
- Piazza San Romano
- Piazza San Salvatore o "Piazza della Pupporona" o "Piazza della Misericordia" o "Piazza della legna"
- Piazza Santa Maria
- Piazza Santa Maria Corteorlandini detta anche "Piazza Santa Maria Nera"
- Piazza Santa Maria Forisportam detta "Piazza Santa Maria Bianca" o anche "Piazza della colonna mozza"

### Palazzi e torri
- Palazzo Bartolomei
- Palazzo Bernardini
- Palazzo Brancoli Pantera
- Palazzo Buonvisi
- Palazzo Cenami
- Palazzo della Magione del Tempio
- Palazzo dell'Opera di Santa Croce

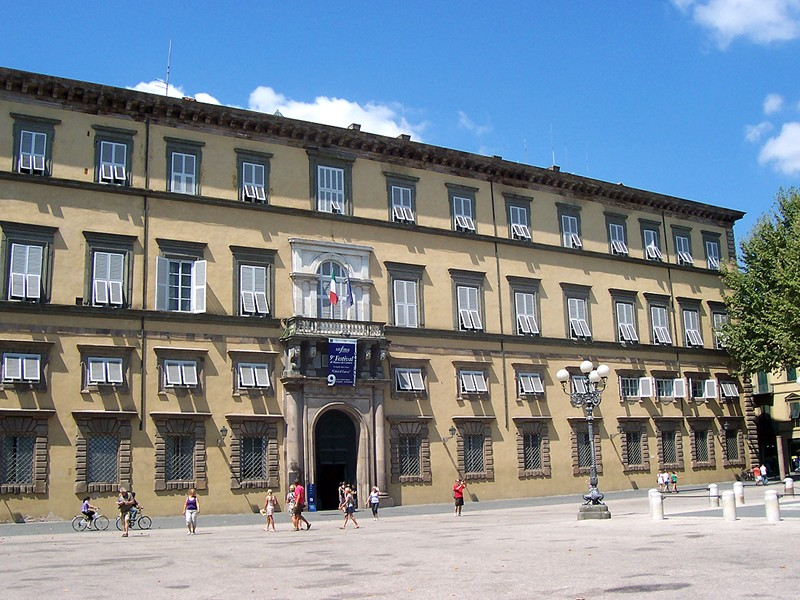
Palazzo Ducale

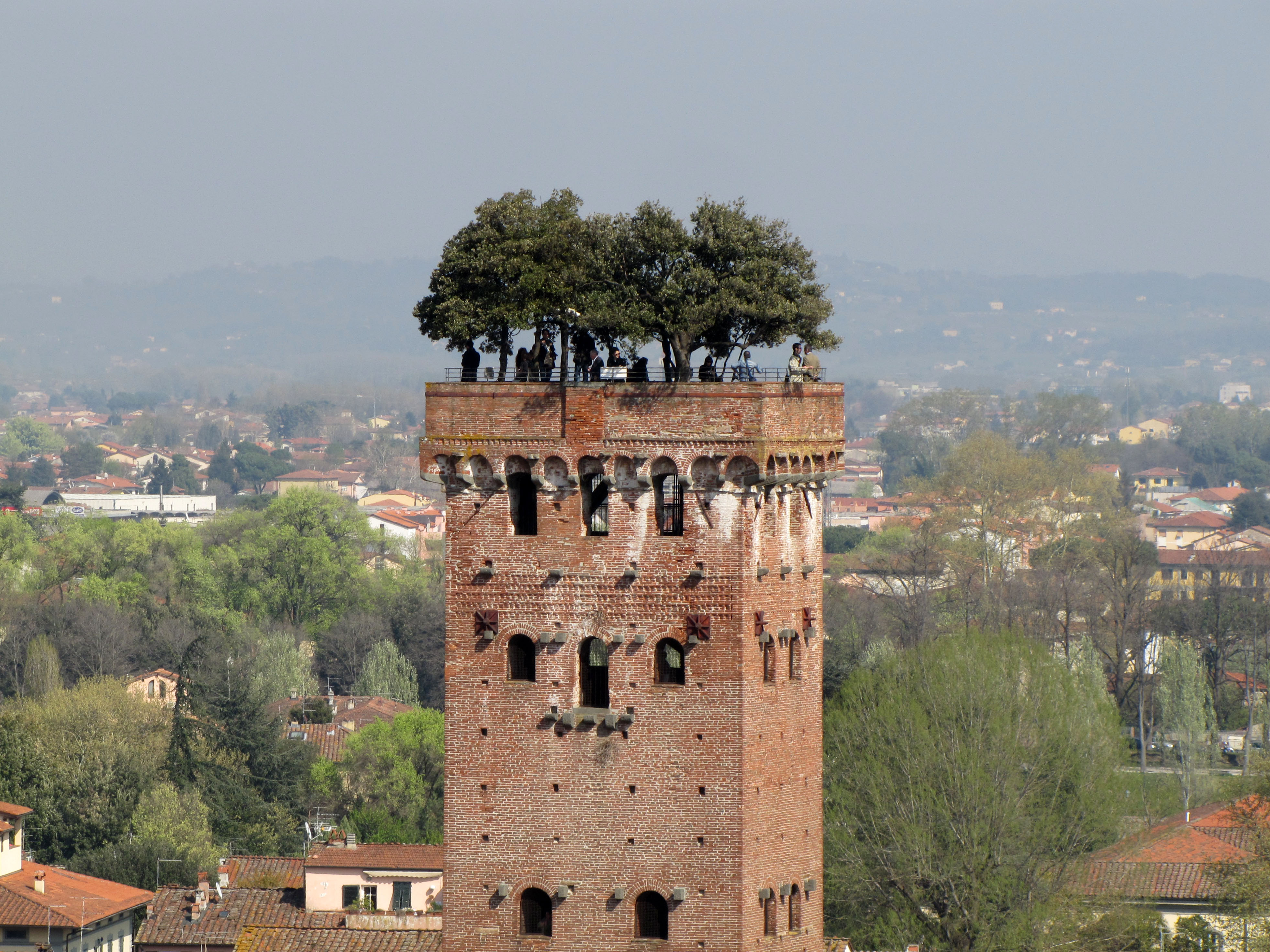
Torre Guinigi

- Palazzo Ducale, sede della Prefettura e della Provincia
- Palazzo Fontana-Busdraghi
- Palazzo Galli Tassi, palazzo di giustizia
- Palazzo Gigli
- Palazzo Guidiccioni
- Palazzo Guinigi
- Palazzo Mansi
- Palazzo Massoni
- Palazzo Orsetti, sede amministrazione comunale
- Palazzo Pfanner
- Palazzo Pretorio, sede dell'Autorità di bacino del fiume Serchio
- Palazzo Santini, sede del Consiglio comunale
- Palazzo Sardi
- Palazzo Sardini
- Palazzo Tucci
- Real Collegio di Lucca
- Torre delle Ore
- Torre Guinigi

### Giardini
- Giardino Elisa
- Giardino Romagnoli

### Le mura della città

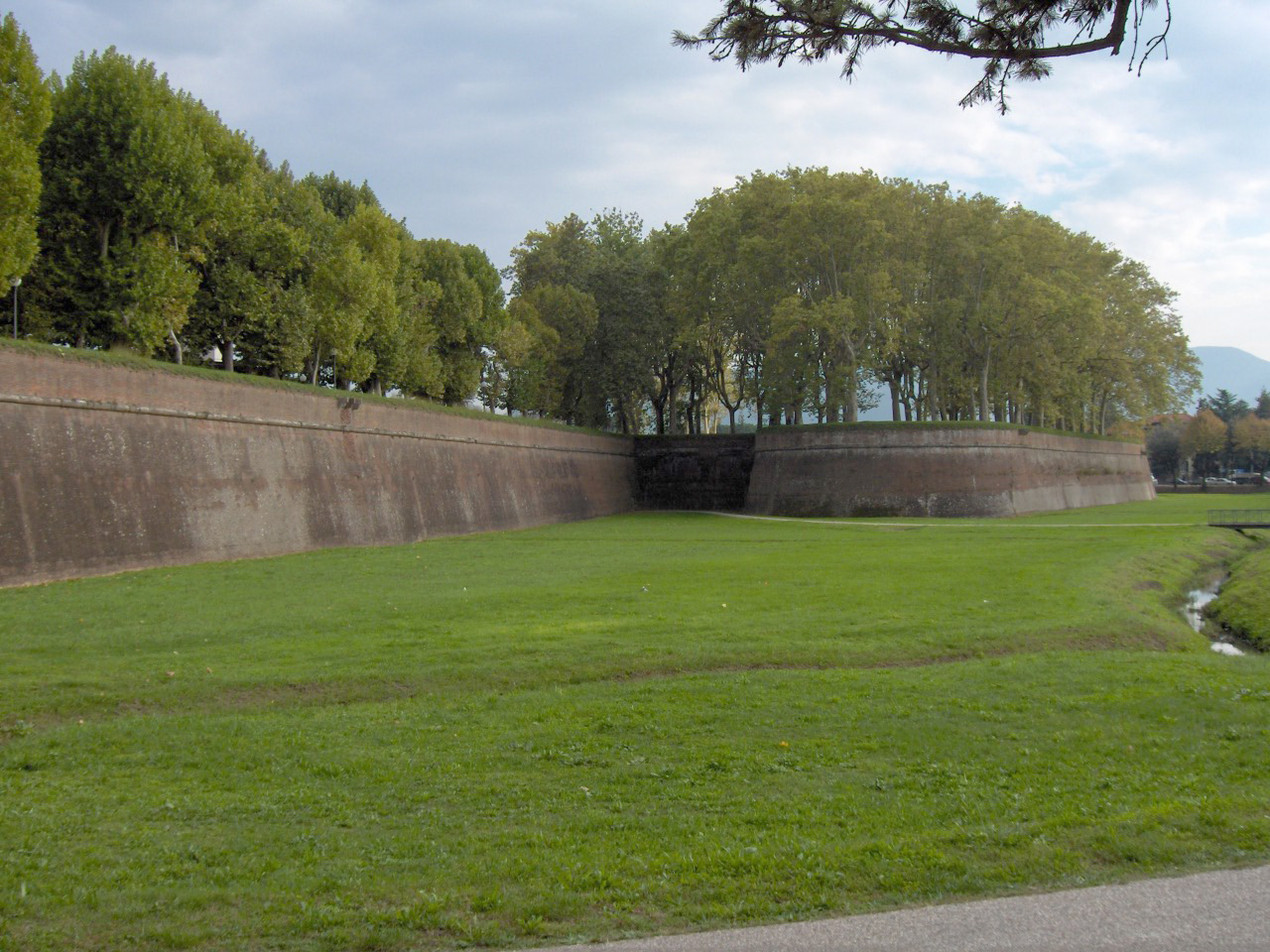
Un tratto delle mura

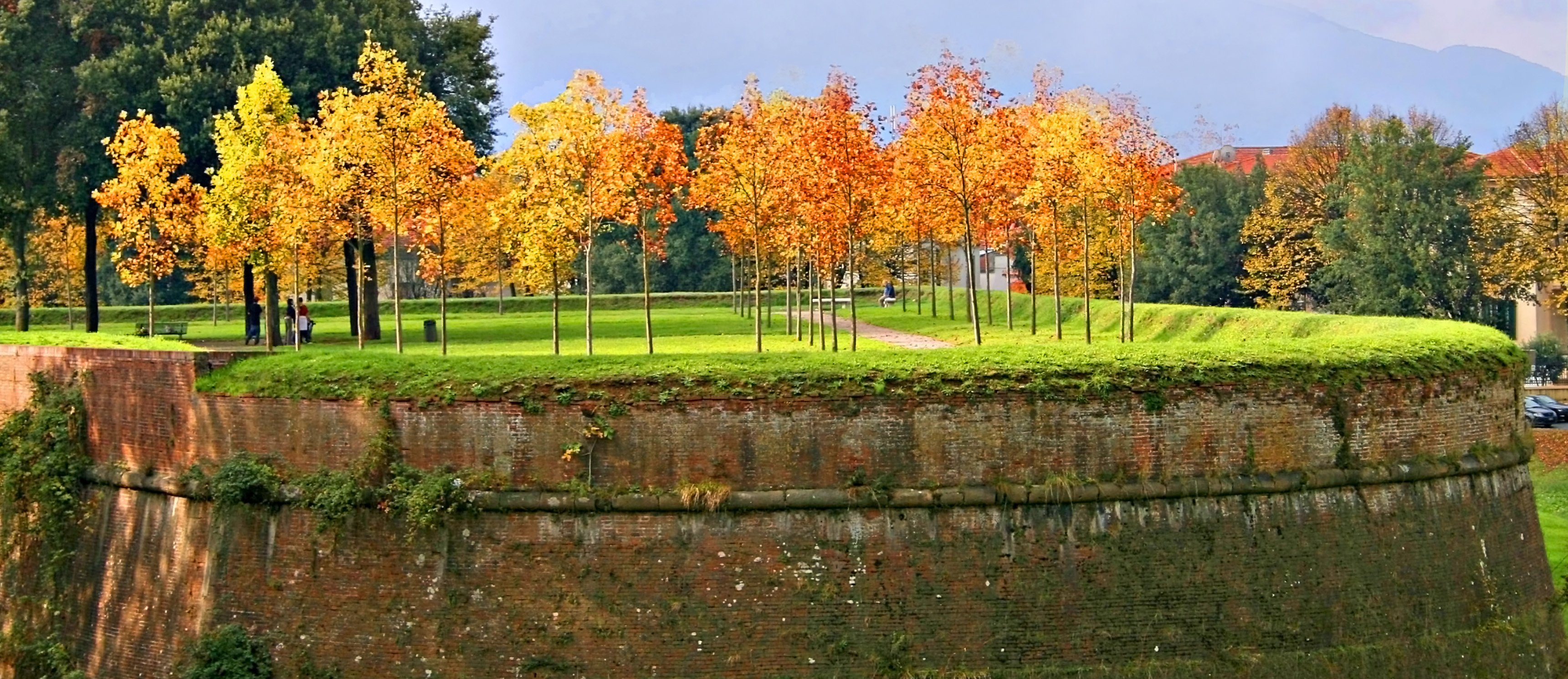
Le mura in autunno.

Le attuali mura di Lucca sono un brillante esempio di fortificazione urbana di epoca rinascimentale.

#### Porte delle Mura
È consentito l'accesso all'interno della città passando le mura attraverso sei porte, che a partire da nord e in senso orario sono:
- porta Santa Maria (1592),
- porta San Jacopo o porta San Jacopo alla Tomba (1930),
- porta Elisa (1811), dedicata a Elisa Baciocchi,
- porta San Pietro (1565),
- porta Sant'Anna o porta Vittorio Emanuele o Buco di Sant'Anna (1910),
- Porta San Donato (1629).

È possibile inoltre entrare in città dalle posterle dei bastioni e da un varco aperto nel XIX secolo per far passare una ferrovia a scartamento ridotto, ormai soppressa. Questi accessi sono comunemente noti come "sortite".
Altre porte, risalenti a tracciati murari anteriori sono tuttora visibili all'interno della cinta attuale:
- antica porta San Donato (1590), all'interno di piazza San Donato è sede del centro di accoglienza turistica gestito da Itinera,
- porta San Gervasio (1198), lungo via del Fosso all'incrocio con via Elisa è di epoca medioevale,
- porta dei Borghi ad un capo di via Fillungo in direzione di piazza Santa Maria è di epoca medioevale.

### Ville

#### Ville dentro le Mura (Intra moenia)
- Villa Bottini o Buonvisi al Giardino
- Villa Guinigi

#### Ville a San Pancrazio
- Villa Buonvisi Oliva
- Villa Grabau
- Villa Butori, detta "La Badiola"

#### Ville nel Comune di Capannori
- Villa Bruguier
- Villa Guinigi
- Villa Iolanda
- Villa Mansi
- Villa Orlando

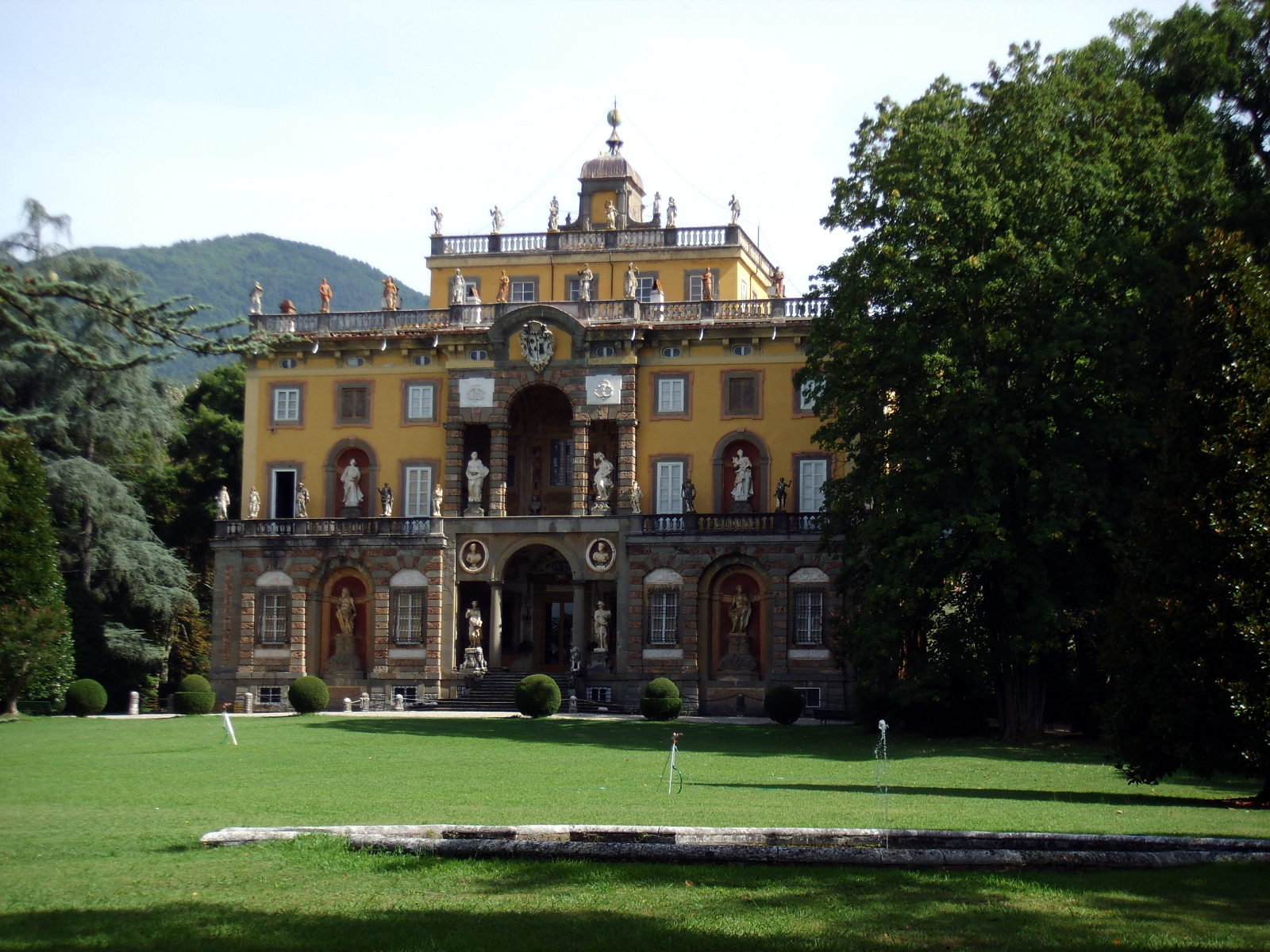
Villa Torrigiani

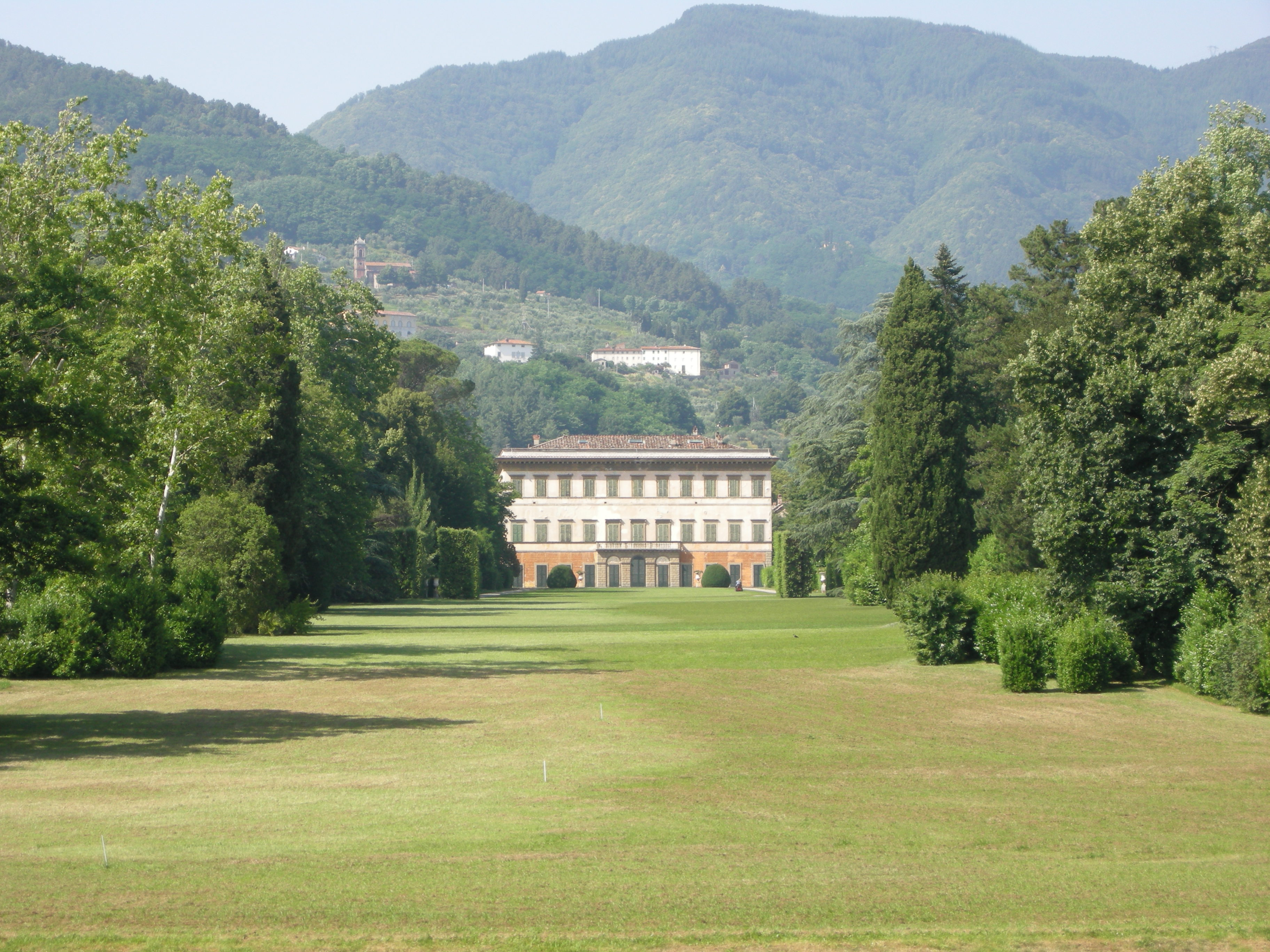
Villa Reale di Marlia

- Villa Reale di Marlia e villa del Vescovo
- Specola di Lucca (osservatorio astronomico)
- Villa Torrigiani (Capannori)
- Villa Balbani dell'Orologio
- Villa Mazzarosa

#### Ville a Vicopelago
- Villa Bernardini

#### Ville a Monte San Quirico
- Villa Paolina

#### Ville a Massa Pisana
- Villa Rinaldi Nardi
- Villa Locanda l'Elisa

#### Ville a San Martino in Vignale
- Villa Maria Teresa

#### Ville a Compignano
- Villa Paolina di Compignano

### Architetture del XX secolo
- Casa del Mutilato
- Palazzetto dello sport
- Ospedale Campo di Marte
- Palazzina U.S.L.
- Palazzo Bertolli
- Palazzo ex INA
- Palazzo uffici INPDAP
- Palestra Bacchettoni
- Stadio Porta Elisa
- Porta San Jacopo
- Porta Sant'Anna
- Profumeria Venus
- Stazione ferroviaria
- Villa Del Magro
- Villa Ducloz-Dianola
- Villa Gioiosa
- Villa Giomi
- Villa Nannini
- Villa Niemack
- Villa Simonetti o Simonini

### Architetture del XXI secolo
- Ospedale San Luca

### Aree naturali
- Alpi Apuane
- Serchio
- Parco fluviale del Serchio
- Quercia delle streghe
- Sito di interesse comunitario: Padule di Verciano, Prati alle Fontane e Padule delle Monache, (IT5120020).

## Società

### Evoluzione demografica
La popolazione della città è composta da 85 984 persone, 40 991 maschi e 44 993 femmine al 12/3/2004.
Al 01/11/2016 la prevalenza di sesso è sempre la stessa, composta da 42 825 maschi e 46 963 femmine (totale: 89 788).
Al 01/09/2019 43 126 maschi, 46 838 femmine, 89 964 totali.
Abitanti censiti

### Censimento ISTAT 2001
I dati del censimento ISTAT del 2001 riportano che: nel Comune risiedevano 81.862 abitanti, con una densità abitativa di 441 ab/km². L'8% della popolazione aveva meno di 10 anni; il 20% aveva un'età compresa tra i 10 e i 29 anni; il 29% tra i 30 e i 49 anni; il 27% tra i 50 e i 69 anni; il 16% aveva più di 70 anni. I minorenni costituivano il 14% della popolazione, mentre l'età media era di 44 anni. Il 53% della popolazione era di sesso femminile.
Il 37% della popolazione era celibe o nubile; il 50% era coniugata; il 4% era separato o divorziato; il 9% era vedovo.
Il 6% degli abitanti di età compresa tra i 15 e i 52 anni non aveva portato a termine la scuola dell'obbligo. Il 39% degli abitanti con più di 19 anni era in possesso di un Diploma di scuola secondaria di secondo grado.

### Etnie e minoranze straniere

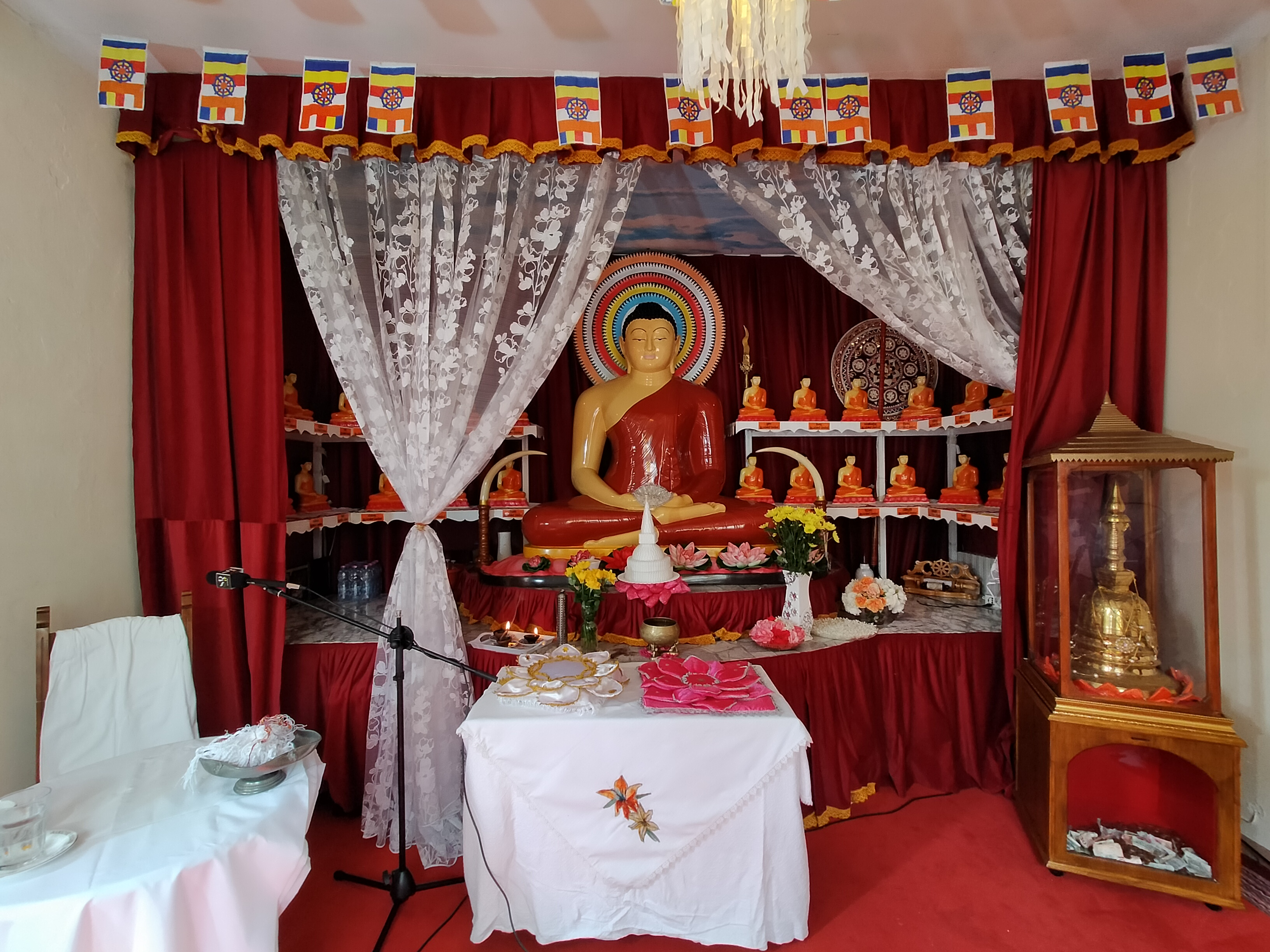
Tempio buddista della comunità cingalese a Ponte a Moriano

Al 31 dicembre 2023 gli stranieri residenti nel comune erano 9 644, ovvero il 10,81% della popolazione. Di seguito sono riportati i gruppi più consistenti:
- Romania, 1 792
- Sri Lanka, 1 459
- Albania, 1 079
- Marocco, 932
- Filippine, 454
- Ucraina, 377
- Cina, 351
- Pakistan, 197
- Regno Unito, 196
- Stati Uniti d'America, 170

### Qualità della vita
| Rapporto Ecosistema Urbano (Legambiente)* | Rapporto Ecosistema Urbano (Legambiente)* | Rapporto Ecosistema Urbano (Legambiente)* | Rapporto Ecosistema Urbano (Legambiente)* | Rapporto Ecosistema Urbano (Legambiente)* | Rapporto Ecosistema Urbano (Legambiente)* |
| Anno                                      | Posizione                                 | ∆                                         | Punti                                     | Ref                                       |                                           |
| ----------------------------------------- | ----------------------------------------- | ----------------------------------------- | ----------------------------------------- | ----------------------------------------- | ----------------------------------------- |
| 2003                                      | 20ª                                       | ---                                       | 57,20%                                    | [ 22 ]                                    |                                           |
| 2004                                      | 23ª                                       | 3                                         | 56,80%                                    | [ 23 ]                                    |                                           |
| 2005                                      | 41ª                                       | 18                                        | 49,8%                                     | [ 24 ]                                    |                                           |
| 2006                                      | 37ª                                       | 4                                         | 51,63%                                    | [ 25 ]                                    |                                           |
| 2007                                      | 38ª                                       | 1                                         | 57,84%                                    | [ 26 ]                                    |                                           |
| 2008                                      | 31ª                                       | 7                                         | 55,53%                                    | [ 27 ]                                    |                                           |
| 2009                                      | 75ª                                       | 44                                        | 44,70%                                    | [ 28 ]                                    |                                           |
| 2010                                      | 68ª                                       | 7                                         | 47,21%                                    | [ 29 ]                                    |                                           |
| 2011                                      | 15ª                                       | ---                                       | 52,71%                                    | [ nota 2 ] [ 30 ]                         |                                           |
| 2012                                      | 15ª                                       | 0                                         | 54,53%                                    | [ nota 3 ] [ 31 ]                         |                                           |
| 2013                                      | 22ª                                       | 7                                         | 51,78%                                    | [ nota 3 ] [ 32 ]                         |                                           |
| 2014                                      | 65ª                                       | ---                                       | 49,09%                                    | [ nota 4 ] [ 33 ]                         |                                           |
| 2015                                      | 68ª                                       | 3                                         | 48,14%                                    | [ 34 ]                                    |                                           |
| 2016                                      | 78ª                                       | 10                                        | 45,41%                                    | [ 35 ]                                    |                                           |
| 2017                                      | 55ª                                       | 23                                        | 50,44%                                    | [ 36 ]                                    |                                           |
| 2018                                      | 27ª                                       | 28                                        | 59,50%                                    | [ 37 ]                                    |                                           |
| 2019                                      | 38ª                                       | 11                                        | 57,07%                                    | [ 38 ]                                    |                                           |
| 2020                                      | 21ª                                       | 27                                        | 62,96%                                    | [ 39 ]                                    |                                           |
| 2021                                      | 24ª                                       | 3                                         | 61,57%                                    | [ 40 ]                                    |                                           |
| 2022                                      | 27ª                                       | 3                                         | 61,43%                                    | [ 41 ]                                    |                                           |
| 2023                                      | 31ª                                       | 4                                         | 62,54%                                    | [ 42 ]                                    |                                           |

(* La classifica tiene conto dei soli capoluoghi di provincia e si riferisce ai dati relativi all'anno precedente.)

## Cultura

### Istruzione

#### Biblioteche
- Biblioteca statale di Lucca
- Biblioteca Capitolare Feliniana e arcivescovile
- Biblioteca civica Agorà
- Biblioteca del Seminario Arcivescovile di Lucca
- Biblioteca della Fondazione Ragghianti
- Biblioteca dell'Archivio di Stato di Lucca
- Biblioteca dell'Istituto Musicale Boccherini
- Biblioteca dell'Orto Botanico
- Biblioteca universitaria IMT
- Biblioteca universitaria di Scienze del Turismo della Fondazione Campus
- Biblioteca dell'Istituto Storico Lucchese
- Biblioteca dell'Accademia lucchese di scienze, lettere ed arti

#### Archivi
- Archivio arcivescovile di Lucca
- Archivio di Stato di Lucca
- Archivio Storico Comunale

#### Università
- Università di Lucca (attiva dal 1787 al 1867)
- IMT Alti Studi Lucca
- Istituto Superiore di Studi Musicali Luigi Boccherini
- Campus Studi del Mediterraneo

#### Scuole
- Liceo classico Niccolò Machiavelli
- Liceo Scientifico Antonio Vallisneri
- Polo Scientifico Tecnico Professionale E. Fermi - G. Giorgi
- Liceo artistico Augusto Passaglia
- Istituto tecnico tecnologico Lorenzo Nottolini

#### Musei
- Museo nazionale di Villa Guinigi
- Pinacoteca nazionale di palazzo Mansi
- Museo della cattedrale
- Orto botanico comunale di Lucca (1820)
- Lu.C.C.A. - Lucca Center of Contemporary Art (2009)
- Museo Casa Puccini
- Museo del fumetto e dell'immagine
- Museo del Risorgimento
- Museo dell'emigrazione italiana
- Domus Romana Lucca – Casa del Fanciullo sul Delfino
- Fondazione Ragghianti
- Museo  Cresci
- Museo storico della Liberazione 1943-1945[43]
- Museo della tortura[44]
- Museo della zecca[45]

### Media

#### Stampa
- Edizione lucchese de Il Tirreno
- Edizione lucchese de La Nazione
- Lucca in diretta, quotidiano online
- Gazzetta di Lucca, quotidiano online
- Lo Schermo quotidiano online
- Gazzetta Lucchese quotidiano online sportivo

#### Radio
- RadioStar
- Radio 2000

#### Televisione
- NoiTV

### Istituzioni culturali

#### Accademie e istituti di ricerca
- Accademia lucchese di scienze, lettere ed arti
- Istituto storico lucchese
- Istituto storico della Resistenza e dell'età contemporanea in provincia di Lucca

### Arte

#### Cinema
A Lucca sono stati girati molti film tra cui:
- La provinciale, diretto da Mario Soldati
- Giovani mariti, diretto da Mauro Bolognini
- Frenesia dell'estate, diretto da Luigi Zampa
- Per le antiche scale, diretto da Mauro Bolognini
- L'innocente, diretto da Luchino Visconti
- Arrivano i bersaglieri, diretto da Luigi Magni
- Il marchese del Grillo, diretto da Mario Monicelli
- Palermo Milano - Solo andata, diretto da Claudio Fragasso
- Ritratto di signora, diretto da Jane Campion
- Il papà di Giovanna, diretto da Pupi Avati
- Finalmente la felicità, diretto da Leonardo Pieraccioni
- L'insegnante viene a casa, diretto da Michele Massimo Tarantini

#### Letteratura
- Gabriele D'Annunzio compose una poesia su Lucca pubblicata all'interno della sezione "Le città del silenzio" nella raccolta Elettra nel 1903. Nella poesia, D'Annunzio descrive Lucca come la città "dall'arborato cerchio" (con riferimento alle Mura di Lucca) dove "dorme la donna del Guinigi" (con riferimento a Ilaria del Carretto, moglie del signore di Lucca Paolo Guinigi, che sposò nel 1403).

(Gabriele D'Annunzio, Elettra)

### Teatro

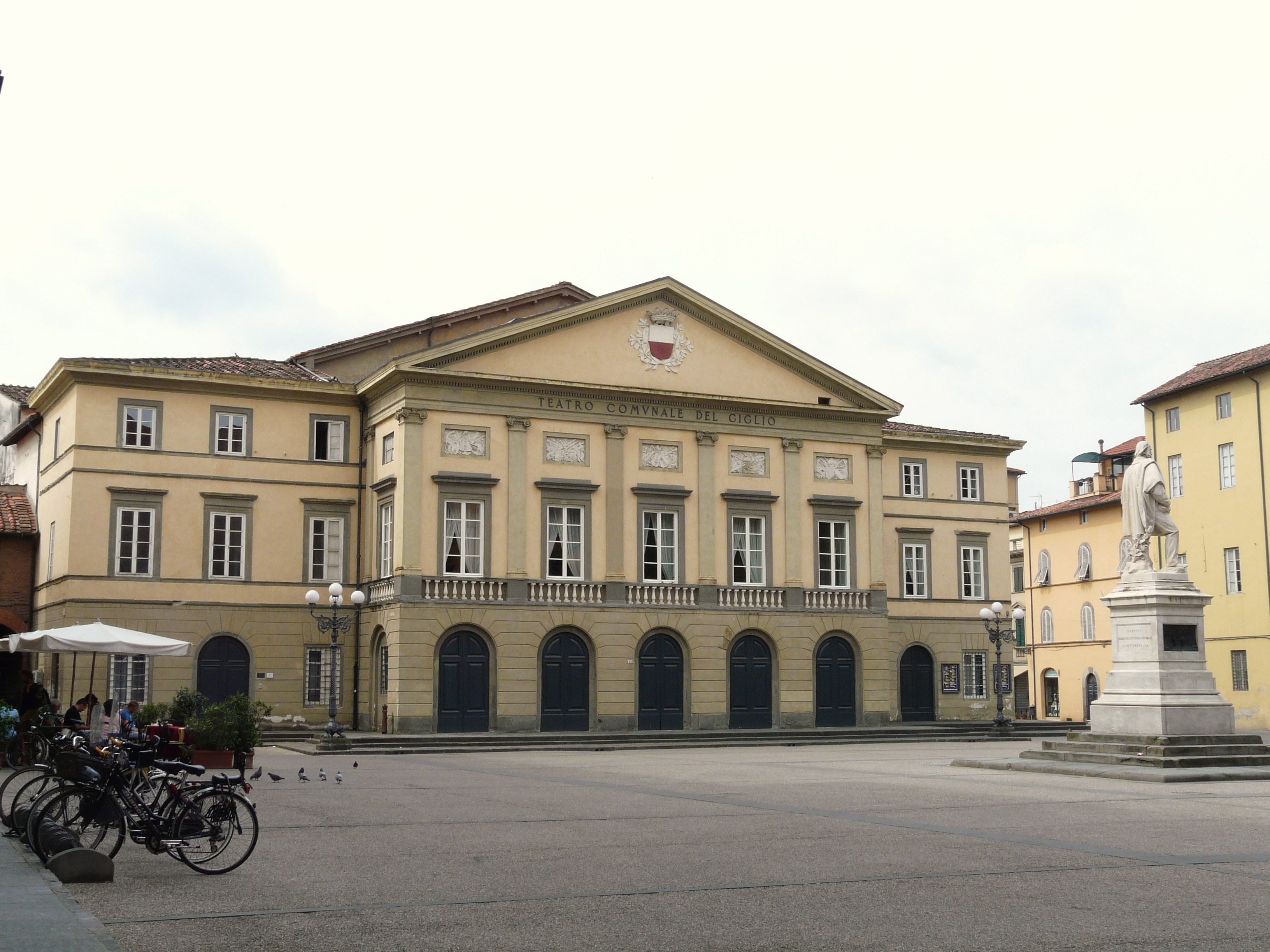
Il teatro del Giglio Giacomo Puccini

- Teatro del Giglio Giacomo Puccini
- Teatro di San Girolamo
- Auditorium del Suffragio
- Auditorium San Romano

### Cucina

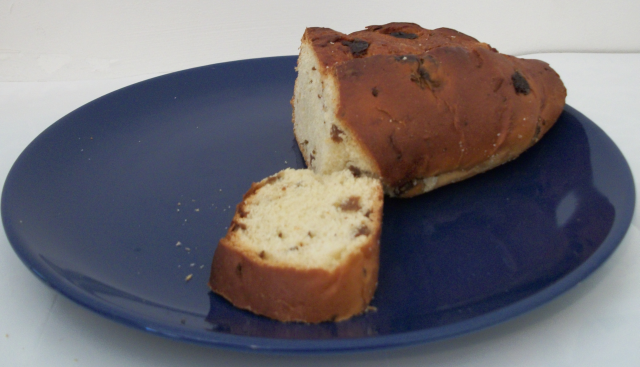
Buccellato di Lucca

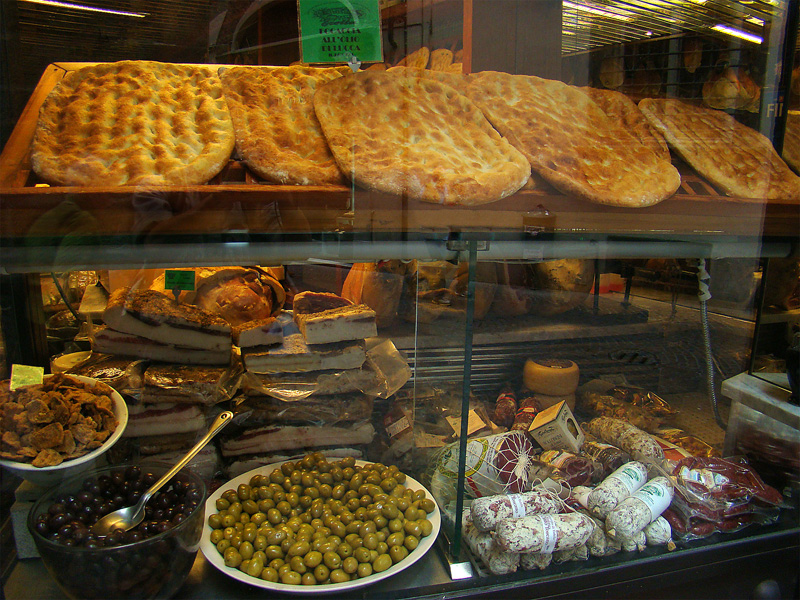
Focaccia all'olio di Lucca

- Pane lucchese, che al contrario del pane toscano è salato
- Buccellato, pane dolce con uvetta sultanina e anice
- Rovelline alla lucchese, fettine di carne impanate e fritte ripassate in padella con pomodoro e capperi
- Minestra di farro
- Garmugia, zuppa primaverile a base di carciofi, asparagi, fave e piselli
- Tordelli; ravioli dall'impasto più spesso e con ripieno di carne ed erbe
- Biroldo, salume a base di sangue e frattaglie di suino
- Castagnaccio (in dialetto locale detto torta di neccio) dolce a base di farina di castagne (in dialetto locale farina di neccio)
- Pasimata, dolce pasquale simile ad un pane dolce
- Torta co' becchi, dolce di pasta frolla (in genere al gusto di cioccolato, di crema o di erbe) dotato di una corona esterna di pasta frolla ripiegata in modo da assumere la forma di "corna" o becchi
- Biadina, liquore a base di erbe
- China Massagli, liquore a base di erbe
- Colline Lucchesi rosso, vino DOC
- Montecarlo rosso, vino DOC

### Eventi
- Ogni anno, in occasione della Festa della Esaltazione della Santa Croce (Lucca), la sera antecedente al 14 settembre, si snoda per la città la lunga processione religiosa cittadina. Lo scopo della processione è quello di radunarsi nella chiesa di S. Martino, il Duomo di Lucca, attorno al Volto Santo di Lucca, il Crocifisso ligneo che reca le vere sembianze del volto di Cristo. Nella stupenda cornice della città illuminata da migliaia di lumi di cera, sfilano tutte le parrocchie della lucchesia, cariche politiche, cariche religiose, bande musicali, la folkloristica Associazione dei lucchesi nel mondo, balestrieri e figuranti in abiti medioevali dal 2007 la luminara viene detta a quadri dalle caratteristiche forme dei vessilli portati durante tutta la luminara
- Ogni anno, la sera del 12 luglio in occasione della Festa di San Paolino, Patrono di Lucca, si disputa il tradizionale palio della Balestra di Lucca fra i tiratori appartenenti ai terzieri cittadini. La gara si svolge secondo il regolamento del 1443 che risulta essere il regolamento di tiro più antico d'Europa.
- Ogni anno nel mese di settembre, nei sotterranei del baluardo di San Pietro sotto le Mura di Lucca si svolge la Fiera Medievale della Santa Croce manifestazione storica volta a far rivivere un'antica Fiera Mercato in cui si possono ammirare banchi di artigiani, mercanti, musici, giocolieri ed artisti di strada.
- Ogni anno tra fine ottobre e i primi di novembre si svolge Lucca Comics & Games, considerata la seconda più importante convention del mondo (dopo il giapponese Comiket) dedicata al mondo dei fumetti, dell'animazione, giochi e videogiochi.
- Dal 1995, nel mese di ottobre, si svolge tutti gli anni LuccAutori, rassegna letteraria di spessore (Dacia Maraini, Piero Badaloni, Lidia Ravera, Alda Merini, Sergio Zavoli, Francesco Alberoni, Bruno Lauzi, Arrigo Petacco, Amedeo Minghi, Maurizio Maggiani, Vittorino Andreoli, Barbara Alberti, Antonio Caprarica, Enrico Vaime tra i nomi celebri ospitati). L'evento è legato ai Premi di narrativa Racconti nella Rete (dal 2002) e Racconti per Corti (dal 2010).
- Nel mese di ottobre si svolge il Lucca Film Festival, un evento cinematografico che nel 2017 ha raggiunto la sua tredicesima edizione. Il festival è una celebrazione annuale del cinema nel senso più ampio, da quello ‘mainstream’ a quello sperimentale e indipendente. Si svolge nell'arco di 9 giorni e alterna continuamente proiezioni, esposizioni, conferenze, lezioni e prestazioni. Nel 2010 è stato proiettato il film più lungo della storia, Cinématon.
- Lucca Digital Photo Fest ogni anno, dal 2005, anno della prima edizione, tra fine novembre e metà dicembre. Una grande mostra di fotogiornalismo, un grande fotografo internazionale, photocafe, workshops e letture di portfolio (festival terminato con l'edizione 2011).
- Ogni anno nel mese di settembre, a partire dal 2001, sulle Mura di Lucca si svolge la Mostra mercato del giardinaggio amatoriale denominata Murabilia-Mura in fiore.
- Nel mese di luglio si svolge a Lucca il Summer Festival, un evento musicale in Piazza Napoleone che ospita artisti di fama internazionale e attira persone da tutta Italia.
- Durante tutto l'anno, dal 2004, nella Basilica di San Giovanni, si svolge il "Puccini e la sua Lucca" Festival, con interpreti professionisti e programmi diversi ogni sera dell'anno - unico festival permanente nel mondo, con eventi pre-dinner e spesso anche doppio concerto, con performance anche post-dinner, per dare al pubblico l'idea più vasta del grande Genio di Giacomo Puccini.
- Nel mese di maggio si tiene l'evento Anteprima Vini della Costa Toscana organizzato al Real Collegio, dove partecipano molti grandi produttori vinicoli toscani.

## Geografia antropica

### Suddivisioni storiche
Arancio - San Vito - San Donato - San Marco - San Concordio in Contrada - Sant' Anna - San Filippo - Lucca Centro - Pontetetto

### Suddivisioni amministrative
Lucca era suddivisa in 9 circoscrizioni:
1. Lucca - Centro Storico
2. Arancio - San Filippo - San Marco - San Vito
3. Cerasomma - Fagnano - Gattaiola - Meati - Montuolo - Nave - San Donato - Sant'Angelo in Campo - Sant'Anna
4. Antraccoli - Picciorana - SS. Annunziata - San Cassiano a Vico - San Pietro a Vico - Tempagnano
5. Arliano - Balbano - Carignano (zona ovest di Rio del Canalaccio) - Castiglioncello - Chiatri - Farneta - Formentale - Maggiano - Nozzano Castello - Nozzano San Pietro - Piazzano - Ponte San Pietro - San Macario in Monte - San Macario in Piano - Santa Maria a Colle - Stabbiano - Vecoli
6. Arsina - Cappella - Carignano (zona est di Rio del Canalaccio) - Castagnori - Monte San Quirico - Mutigliano - Pieve Santo Stefano - San Martino in Vignale - San Concordio di Moriano - Sant'Alessio - Torre - Vallebuia
7. Mugnano - Pontetetto - San Concordio Contrada - Sorbano del Giudice - Sorbano del Vescovo
8. Aquilea - Deccio di Brancoli - Ciciana - Gignano di Brancoli - Gugliano - Mammoli - Mastiano - Ombreglio di Brancoli - Palmata - Piaggione - Piazza di Brancoli - Pieve di Brancoli - Saltocchio - San Cassiano Moriano - San Gemignano Moriano - San Giusto Brancoli - San Lorenzo Brancoli - San Lorenzo Moriano - San Michele Moriano - San Pancrazio - San Quirico Moriano - Sant'Ilario Brancoli - Santo Stefano Moriano - Sesto Moriano - Tramonte Brancoli
9. Massa Pisana - Pozzuolo - San Lorenzo a Vaccoli - San Michele in Escheto - Santa Maria del Giudice - Vicopelago

Avendo Lucca una popolazione inferiore ai 250.000 abitanti, limite contenuto nell'art. 17 del D.Lgs. 18 agosto 2000, n. 267 (Testo unico delle leggi sull'ordinamento degli enti locali), le circoscrizioni lucchesi sono state abolite nel 2002.

## Infrastrutture e trasporti

### Strade
La principale arteria stradale al servizio della città è l'Autostrada A11 Firenze-Mare, alla quale è collegata da due caselli, situati ad est e ad ovest del nucleo urbano. Dal secondo ha origine anche una diramazione che collega velocemente Lucca a Viareggio e unisce l'Autostrada A11 con la Autostrada A12 Genova-Roma. Altra strada importante che tocca Lucca è la Strada statale 12 dell'Abetone e del Brennero che proviene da Pisa e prosegue fino al confine con l'Austria passando per Modena, Verona, Trento e Bolzano. Strade di rilievo sono anche: la via Romana, la via Pesciatina, la via Sarzanese, la via Ludovica e la via per Camaiore.

### Ferrovie e tranvie

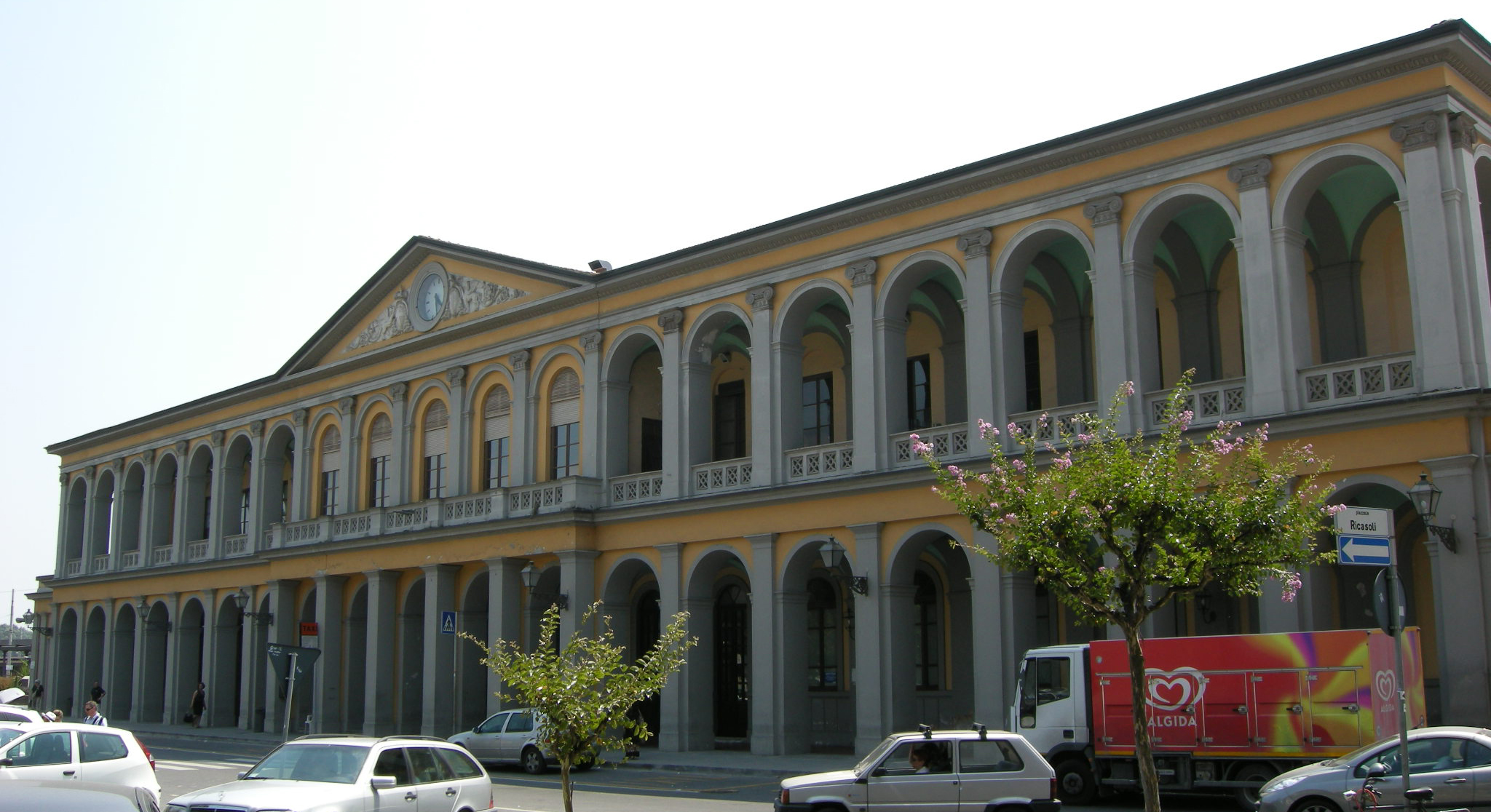
Stazione di Lucca

La stazione di Lucca è attraversata dalla ferrovia Viareggio-Firenze ed è anche il capolinea di due linee secondarie: la ferrovia Lucca-Aulla e la ferrovia Lucca-Pisa. Sulla Lucca-Aulla sono presenti le seguenti stazioni e fermate nel territorio comunale: San Pietro a Vico, Ponte a Moriano e fino al 2002 Piaggione. Sulla linea Viareggio-Firenze invece sono presenti le fermate di Nozzano e la dismessa Stazione di Montuolo
In passato era presente anche un collegamento diretto con Pontedera grazie alla ferrovia Lucca-Pontedera, dismessa dopo la seconda guerra mondiale.

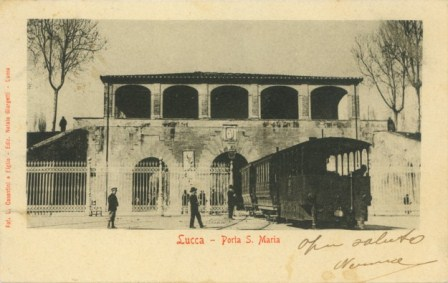
Convoglio tranviario a Lucca, in una classica cartolina di inizio Novecento

Storicamente Lucca fu caratterizzata dalla presenza di due differenti servizi tranviari a carattere provinciale.
La società Tranvie Elettriche Lucchesi gestiva il servizio che dal 1907 collegava, con tram a scartamento metrico, la città con Pescia e Monsummano transitando per la via Pesciatina; lo stesso, nel 1911 fu prolungato verso Ponte San Pietro e Maggiano (quest'ultima raggiunta nel 1912), località poste ad ovest, sulla via Sarzanese. Nel 1938 le corse furono limitate alla sola tratta Lucca-Pescia, gestita dalla società Tranvia Lucca-Pescia (TLP) fino al 1957. Il capolinea delle due relazioni era situato in piazza del Giglio, di fronte all'omonimo teatro, mentre l'uscita dalle mura avveniva in corrispondenza rispettivamente di Porta Elisa e di Porta Vittorio Emanuele.
Nel 1883 era stata inaugurata la relazione tranviaria a vapore Lucca-Ponte a Moriano, che vedeva l'iniziale capolinea situato all'esterno rispetto a Porta Santa Maria. Si trattava di una relazione dedicata al trasporto delle merci e delle maestranze necessarie allo iutificio di Ponte a Moriano, la cui proprietà controllava la società tranviaria denominata "Tranvia Lucchese". Nonostante una lunga diatriba che occupò le cronache locali, nel 1884 l'impianto fu prolungato consentendo il transito per la porta dei convogli tranviari diretti alla nuova stazione terminale di Porta San Pietro; l'uscita dalle mura avveniva grazie ad una breve galleria costruita appositamente all'interno di esse e tuttora esistente denominata "sortita Cairoli". La linea tranviaria fu soppressa nel 1932.

### Porti
Lucca aveva fino all'800 un porto fluviale detto "Fiumicello" che si trovava nel quartiere di San Concordio a sud della città. Esso consentiva ai lucchesi di entrare in comunicazione diretta con il Mar Tirreno. Dalla zona del Fiumicello, detta tutt'oggi "Al porto", si poteva accedere al canale "della Formica", o "Formicola", (larghezza tipica 7 metri) che portava al canale Ozzeri. L'Ozzeri infatti a ponente è affluente del Serchio e a levante un tempo raggiungeva l'Arno; mediante questi due fiumi in passato era possibile raggiungere il mare.
Il canale Ozzeri, scavato in epoca romana, venne ristrutturato dal vescovo di Lucca San Frediano nell'ambito dei lavori di bonifica nel VI secolo. L'alveo del canale assunse una doppia pendenza in modo che dal porto un tratto potesse proseguire verso Montuolo per confluire con il Serchio a Cerasomma ed un tratto si allontanasse da Lucca verso Bientina.
Il porto di Lucca fu particolarmente importante per il commercio lucchese della seta e per gli approvvigionamenti alimentari, in particolare il sale. Anche le pietre per la costruzione della cerchia muraria del 1500 furono trasportate nel canale dalle cave di pietra di Guamo.
L'attività del porto Fiumicello si interruppe intorno al 1860 con l'arrivo a Lucca della ferrovia, più veloce e più sicura nei trasporti. Così il porto fu interrato e vi furono piantati alberi di pino rendendolo oggi non più visibile.

### Aeroporti
A circa 6 km dal centro della città si trova l'Aeroporto di Lucca-Tassignano, attivo dal 1932 come aeroporto militare ed aperto ai voli civili dal 1961.

### Mobilità urbana
I trasporti urbani e interurbani di Lucca vengono svolti con autoservizi di linea, gestiti dalla società Autolinee Toscane.

## Amministrazione

### Gemellaggi
- Abingdon-on-Thames[48]
- Schongau[48]
- Colmar[48]
- Sint-Niklaas[48]
- South San Francisco[48]

### Rapporti di amicizia
- Lucca Sicula[49]
- Gorinchem[senza fonte]
- Gogolin[senza fonte]
- Buenos Aires[senza fonte]
- Maceió[50]
- Perth[senza fonte]
- Nanchino[51]

### Altre informazioni amministrative
Lucca è stata il capoluogo della Comunità montana Area Lucchese, poi confluita nella Unione dei comuni Media Valle del Serchio.

## Sport

### Calcio
Dal punto di vista calcistico la principale squadra della città è la Lucchese 1905 (colori rosso-nero) che nella sua storia ha giocato 8 stagioni in serie A e 19 in serie B.

### Ciclismo
Giro d'Italia
Lucca è stata sede della cosiddetta "Grande Partenza" del Giro d'Italia nell'edizione del 1984, con il via ufficiale della corsa dato il 17 maggio da piazza San Michele per effettuare un prologo tra le strade cittadine, che si concluse con la vittoria di Francesco Moser. In totale, la città è stata sede di tappa della "Corsa Rosa" in diciasette occasioni (nove partenze e otto arrivi).

### Pallacanestro
Per quanto riguarda la pallacanestro la città può vantare la presenza del Basket Femminile Le Mura Lucca realtà cestistica protagonista del movimento femminile nazionale italiano, sin dalla sua prima stagione nella massima serie nel 2010-2011. Nel maggio 2017, dopo aver chiuso la stagione regolare al secondo posto, Lucca vince il campionato di serie A1 battendo in finale Schio con il punteggio di 3-1: per la prima volta nella storia dello sport di squadra cittadino una squadra lucchese diventa campione d'Italia.

### Rugby
In città è presente una società di rugby, il Rugby Lucca. Nato nel 2006 partecipa a tutti i campionati giovanili, sia maschili che femminili. La Squadra seniores maschile milita nel Campionato Toscano di Serie C. Gli allenamenti si svolgono presso gli impianti sportivi dell'Acquedotto, in via della Macchia, sul lungoserchio.

### Impianti sportivi
L'impianto sportivo principale della città di Lucca è lo Stadio Porta Elisa, costruito nei pressi dell'omonima porta nel gennaio 1935, ospita le competizioni casalinghe della Lucchese. Un altro impianto sportivo è il Palazzetto dello sport con l'attiguo Campo Scuola Moreno Martini dove si svolgono rispettivamente la competizioni di pallacanestro della squadra Le Mura e atletica della Atletica Virtus Lucca.

### Annotazioni
1. 1 2 3  Della graduatoria delle città medie.
2. ↑  Per la prima volta il rapporto è redatto con divisione delle città in tre gruppi omogenei per dimensione demografica. Risulta quindi impossibile confrontare il risultato dell'anno 2011 con il precedente assendo mutate le modalità di determinazione degli indici.
3. 1 2  Rapporto redatto con divisione delle città in tre gruppi omogenei per dimensione demografica.
4. ↑  A partire da questa versione del rapporto annuale, la divisione delle città in tre gruppi omogenei per dimensione demografica rimane soltanto per quanto riguarda i due indicatori relativi al trasporto pubblico e non riguarda la graduatoria complessiva che viene quindi ripristinata. Risulta quindi impossibile confrontare il risultato dell'anno 2014 con il precedente assendo mutate le modalità di determinazione degli indici.

### Fonti
1. 1 2   Bilancio demografico mensile anno 2025 (dati provvisori), su demo.istat.it, ISTAT.
2. ↑   Classificazione sismica (XLS), su rischi.protezionecivile.gov.it.
3. ↑   Tabella dei gradi/giorno dei Comuni italiani raggruppati per Regione e Provincia (PDF), in Legge 26 agosto 1993, n. 412, allegato A, Agenzia nazionale per le nuove tecnologie, l'energia e lo sviluppo economico sostenibile, 1º marzo 2011,  p. 151. URL consultato il 25 aprile 2012 (archiviato dall'url originale il 1º gennaio 2017).
4. 1 2 3  Teresa Cappello, Carlo Tagliavini, Dizionario degli etnici e dei toponimi italiani, Bologna, Pàtron Editore, 1981, p. 289.
5. 1 2   Dizionario di toponomastica, Torino, UTET, 1990,  p. 427.
6. ↑   Silvio Pieri, Toponomastica delle valli del Serchio e della Lima, 1936,  p. 209.
7. ↑   Lucca e il suo territorio - Toponomastica, dialettologia, critica linguistica.
8. ↑   Enciclopedia Italiana di Scienze, Lettere ed Arti, Roma, Istituto per l'Enciclopedia Italiana fondata da Giovanni Treccani, 1929–1937,  pp. XXI, p. 560.
9. ↑  (LA) M. Tullius Cicero, Epistolarum ad familiares libri XVI cum variantibus lectionibus et notis selectis, Typographia Ven. Hospitii Apost., 1840. URL consultato il 25 gennaio 2022.
10. ↑  Franciotti Cesare, Historie delle miracolose imagini, e delle vite de' Santi, i corpi de' quali sono nella città di Lucca, Guidoboni, Lucca, 1613
11. ↑   AA.VV., Castruccio Castracani degli Antelminelli, in Atti dell'Accademia lucchese di scienze[, ] lettere e arti, Firenze, Tipocalcografia classica, 1934.
12. ↑   La battaglia di Altopascio Berti, Roberto S. l. : Strane visioni, 2002.
13. ↑  "Il 27 marzo 1370 Messer Guido da Bologna cardinale, lasciò Lucca libera ai lucchesi e l'Agosta, grande fortezza (eretta de Castruccio) si gettò in terra tutta." [ Diario dei Monaldi ], Milano, 1845, p. 433.
14. ↑   Paolo Pescucci, La Liberazione di Lucca, 5 settembre 1944, Tralerighe Libri, 2024, ISBN 9788832873603.
15. ↑  «Pisanis agrum pollicentibus, quo Latina colonia deduceretur, gratiae ab senatu. actae. triumviri creati ad eam rem Q. Fabius Buteo, M. et P. Popillii Laenates. »T. LIVIO, Ab Urbe condita, XL, 43.
16. ↑  M. T. Cicerone, Ad familiares 13 - XIII
17. ↑  V. Spreti e collaboratori, Enciclopedia storico-nobiliare italiana, IV, p. 165, Milano, 1931; L. Borgia, Sigillografia e araldica civica lucchese, in Actum Luce, anno XVI, nn. 1-2, Istituto Storico Lucchese, 1987.
18. ↑   Monastero dei Santi Benedetto e Scolastica, su monasteri.org. URL consultato il 21 giugno 2019.
19. ↑   Abbazie monasteri Lucca, su metatoscana.it. URL consultato il 21 giugno 2019.
20. ↑  Dati tratti da:
  -  Popolazione residente dei comuni. Censimenti dal 1861 al 1991 (PDF), su ebiblio.istat.it, ISTAT.
  -  Popolazione residente per territorio – serie storica, su esploradati.censimentopopolazione.istat.it.
Nota bene: il dato del 2021 si riferisce al dato del censimento permanente al 31 dicembre di quell'anno.
21. ↑   Popolazione residente per cittadinanza o paese di nascita, su demo.istat.it. URL consultato il 20 luglio 2025.
22. ↑   Ecosistema Urbano 2003 di LEGAMBIENTE - Nono Rapporto sulla Qualità Ambientale dei Comuni Capoluogo (PDF), su comune.lodi.it, Legambiente,  p. 52. URL consultato il 21 ottobre 2023 (archiviato il 16 agosto 2022).
23. ↑   ECOSISTEMA URBANO 2004 (PDF), su comune.lodi.it, Legambiente,  p. 50. URL consultato il 21 ottobre 2023 (archiviato il 16 agosto 2022).
24. ↑   Ecosistema Urbano 2005 di Legambiente - Undicesimo rapporto sulla qualità ambientale dei comuni capoluogo di provincia (PDF), su comune.lodi.it, Legambiente,  p. 10. URL consultato il 21 ottobre 2023 (archiviato il 16 agosto 2022).
25. ↑   Ecosistema Urbano - Rapporto di Legambiente 2006 (PDF), su comune.lodi.it, Legambiente,  p. 9. URL consultato il 21 ottobre 2023 (archiviato il 16 agosto 2022).
26. ↑   Ecosistema Urbano - Rapporto di Legambiente 2007 (PDF), su comune.lodi.it, Legambiente,  p. 10. URL consultato il 21 ottobre 2023 (archiviato il 16 agosto 2022).
27. ↑   Ecosistema Urbano - Rapporto di Legambiente 2008 (PDF), su comune.lodi.it, Legambiente,  p. 14. URL consultato il 21 ottobre 2023 (archiviato il 16 agosto 2022).
28. ↑   ECOSISTEMA URBANO XVI Rapporto sulla qualità ambientale dei comuni capoluogo di provincia (PDF), su comune.lodi.it, Legambiente,  p. 37. URL consultato il 21 ottobre 2023 (archiviato il 16 agosto 2022).
29. ↑   ECOSISTEMA URBANO – XVII edizione (PDF), su comune.lodi.it, Legambiente,  p. 8. URL consultato il 21 ottobre 2023 (archiviato il 14 agosto 2022).
30. ↑   ECOSISTEMA URBANO XVIII Rapporto sulla qualità ambientale dei comuni capoluogo di provincia, su comune.lodi.it, Legambiente,  p. 26. URL consultato il 21 ottobre 2023 (archiviato il 16 agosto 2022).
31. ↑   ECOSISTEMA URBANO XIX Rapporto sulla qualità ambientale dei comuni capoluogo di provincia (PDF), su comune.lodi.it, Legambiente,  p. 30. URL consultato il 21 ottobre 2023 (archiviato il 14 agosto 2022).
32. ↑   ECOSISTEMA URBANO XX Rapporto sulla qualità ambientale dei comuni capoluogo di provincia (PDF), su comune.lodi.it, Legambiente,  p. 35. URL consultato il 21 ottobre 2023 (archiviato il 14 agosto 2022).
33. ↑   ECOSISTEMA URBANO XXI Rapporto sulla qualità ambientale dei comuni capoluogo di provincia (PDF), su comune.lodi.it, Legambiente,  p. 27. URL consultato il 21 ottobre 2023 (archiviato il 16 agosto 2022).
34. ↑   ECOSISTEMA URBANO XXII Rapporto sulla qualità ambientale dei comuni capoluogo di provincia (PDF), su comune.lodi.it, Legambiente,  p. 31. URL consultato il 21 ottobre 2023 (archiviato il 16 agosto 2022).
35. ↑   Ecosistema Urbano 2016 - XXIII Rapporto sulla qualità ambientale dei comuni capoluogo di provincia (PDF), su comune.lodi.it, Legambiente,  p. 31. URL consultato il 21 ottobre 2023 (archiviato il 16 agosto 2022).
36. ↑   ecosistema urbano rapporto sulle performance ambientali delle città 2017 (PDF), su comune.lodi.it, Legambiente,  p. 17. URL consultato il 21 ottobre 2023 (archiviato il 16 agosto 2022).
37. ↑   ecosistema urbano rapporto sulle performance ambientali delle città 2018 (PDF), su comune.lodi.it, Legambiente, ottobre 2018,  p. 22. URL consultato il 21 ottobre 2023 (archiviato il 16 agosto 2022).
38. ↑   ECOSISTEMA URBANO rapporto sulle performance ambientali delle città 2019 (PDF), su legambiente.it, Legambiente, ottobre 2019,  p. 22. URL consultato il 21 ottobre 2023 (archiviato il 28 ottobre 2019).
39. ↑   ECOSISTEMA URBANO rapporto sulle performance ambientali delle città 2020 (PDF), su legambiente.it, Legambiente, ottobre 2020,  p. 27. URL consultato il 21 ottobre 2023 (archiviato il 22 maggio 2023).
40. ↑   ECOSISTEMA URBANO rapporto sulle performance ambientali delle città 2021 (PDF), su legambiente.it, Legambiente, novembre 2021,  p. 14. URL consultato il 21 ottobre 2023 (archiviato l'8 novembre 2021).
41. ↑   ECOSISTEMA URBANO rapporto sulle performance ambientali delle città 2022 (PDF), su legambiente.it, Legambiente, novembre 2022,  p. 10. URL consultato il 22 ottobre 2023 (archiviato il 7 novembre 2022).
42. ↑   ECOSISTEMA URBANO rapporto sulle performance ambientali delle città 2023 (PDF), su legambiente.it, Legambiente, ottobre 2023,  p. 14. URL consultato il 29 ottobre 2023.
43. ↑   Museo Storico della Liberazione 1943-1945, su museionline.info.
44. ↑   Museo della Tortura, su lucca.com.
45. ↑   Museo della Zecca, su lucca.com.
46. 1 2  Adriano Betti Carboncini, Un treno per Lucca. Ferrovie e tranvie in Lucchesia, Valdinievole e Garfagnana. Funicolare di Montecatini, Calosci, Cortona, 1990. ISBN 88-7785-044-2
47. ↑   Lucca, su at-bus.it, 27 ottobre 2023. URL consultato il 27 ottobre 2023.
48. 1 2 3 4 5  (EN) Italy, image by deizenov, su Mapillary. URL consultato il 9 luglio 2019.
49. ↑   Comune di Lucca Sicula: Festa della Luminara 2010 a Lucca Toscana, su comune.luccasicula.ag.it. URL consultato il 24 aprile 2020 (archiviato dall'url originale il 30 settembre 2020).
50. ↑  Lucca in Diretta: Una delegazione di Maceiò in visita a Lucca: nel weekend spettacoli di musica brasiliana
51. ↑  lo Schermo: Missione in Cina: istituzionalizzato il rapporto di amicizia tra Lucca e Nanchino nel nome di Puccini
52. 1 2   Giro d'Italia, su sitodelciclismo.net.
53. ↑   Daniele Pansardi, Una strada sempre in salita: Marco Pastonesi racconta il Rugby Lucca, su On Rugby, 12 marzo 2019. URL consultato il 29 febbraio 2024.